# مرسى مطروح
مَرْسَىٰ مَطْرُوْح مدينة مصرية وميناء على البحر الأبيض المتوسط وهي عاصمة محافظة مطروح، تقع على بعد 240 كم (150 ميل) غرب الإسكندرية و 222 كم (138 ميل) شرق السلوم على الطريق السريع الرئيسي الذي يربط دلتا النيل بالحدود الليبية. يمكن الوصول إلى المدينة أيضًا من الجنوب عبر طريق سريع آخر يمر بالصحراء الغربية باتجاه واحة سيوة والواحات البحرية.
يقع في المدينة مطار مرسى مطروح الدولي، تتميز المدينة بشواطئها ذات الرمال البيضاء الناعمة والمياه الهادئة. الخليج محمي من أعالي البحار بواسطة سلسلة من الصخور تشكل حاجز أمواج طبيعي، مع وجود فتحة صغيرة تسمح بدخول السفن الخفيفة.

## تاريخ
كانت في عهد المصريين القدماء مدينة صيد صغيرة، وعُرفت في عهد الإسكندر الأكبر باسم «أمونيا»، وفي في عهد البطالمة والإمبراطورية البيزنطية عُرفت باسم «بارايتونيون» (باليونانية: Παραιτόνιον)‏ وعرفها الرومان باسم «بارايتونيوم» (باللاتينية: Paraetonium) وأصبحت في عهد الرومان ميناءً هامًّا يتاجر ويصدّر السلع والمحاصيل إلى
روما. وأثناء الحرب العالمية الثانية، بنى الإنجليز حصنًا عسكريًا يقع إلى شرق المدينة اسمه عُرف باسم «حصن باغوش».
أصل التسمية غير معروف لكن توجد عدة شخصيات تاريخية مصرية ومن شمال أفريقيا والأندلس حملت اسم «مطروح»، هاجر العديد من الأندلسيين لساحل شمال أفريقيا وساحل مصر ونسبت أماكن على الساحل لهم مثل المرسي أبو العباس (من مرسية) والشاطبي (من شاطبة).
وممن حمل اسم مطروح:
- قبائل بنى مطروح سكنوا شمال أفريقيا في عدة أماكن وهم فرع من قبائل بني هلال وكانوا أمراء قابس.[6] وكان لمشيخة بنى مطروح مكانة ونفوذ في طرابلس، وفقربهم حاكمها محمد بن خزرون منه وأسند إليهم رياسة الجند وتدبير الأمور، وأصبح لا يُصدر أي قرار إلا برأيهم.[6]
- بيت بنو مطروح في قرطبة [7]
- مطروح بن سليمان المتوفي في (175 هـ -791 م) وهو مطروح بن سليمان بن يقظان الكلبي. أصله من شمال أفريقيا وقد سكن الاندلس مع أبيه في أيام عبد الرحمن الأموي.[8] حارب جيش شارلمان تعرض عند ممر رنسفاله – أو شرروا – في جبال البرت في 162هـ/778م في هجوم مشترك مع أخيه ومع قبائل الباسك أسفر عن إبادة معظم مؤخرة جيش شارلمان، ولقي عدد من قادته مصرعهم ومنهم قائده رولان.[9] ثار مطروح على حكم الأمويين بمدينة برشلونة وخرج معه عدد كبير من الناس (سنة 172هـ) وملك (سرقسطة) و (وشقة). وأقام مستقلًا بسرقسطة حتى اغتياله.[8]
- رافع ابن مطروح التميمي هو شيخ طرابلس وحاكمها تولى حكم طرابلس بعد احتلال الصقليين لها سنة 540 هـ وبقي حاكما للمدينة لمدة 12 سنة عانى فيها من حكم الصقليين، وهو من عائلة مطروح الطرابلسية الليبية العريقة. سافر ابن مطروح إلى مصر عن طريق البحر سنة 568 هجرية بعد أن استأذن يوسف بن عبد المؤمن وأخذ معه جميع أهله ووصل الإسكندرية في رجب 568 هجرية وبقي في مصر وبها دفن وبقيت ذريته في مصر.[10]
- ابن مطروح التجيبي (ولد سنة 574 هـتوفى ببلنسية سنة 635 هـ) من أهل بلنسية، وأصله من سرقسطة. درس القراءات والفقه والعربية والآداب. وكان فقيها متمكنا عارفا بالأحكام، من أهل الشورى والفتيا. ولى القضاء بعدة كور من بلنسية، ثم ولى قضاء دانية، وكان فوق ذلك أديباً شاعراً، راوية.[11]
- الشاعر ابن مطروح المعروف بإبن مطروح المصري صاحب البيت الشعري الشهير عن معركة المنصورة: دار ابن لقمان على حالها *** والقيد باق والطواشي صبيح.[12]
- المحدث محمد بن يوسف بن مطروح القرطبي. وقد رحل إلى القيروان ومصر[13] والحجاز وتوفى في 261هـ[14]
- عبّاس بن أحمد بن مطروح الأزدىّ: نحوي مصري وتوفي في 353هـ[15]
- الشاعر ابن مطروح السرقسطي صاحب ديوان: روضة المحاسن وعمدة المحاسن[16]

## الجغرافيا

### المناخ
| البيانات المناخية لـمرسى مطروح                | البيانات المناخية لـمرسى مطروح | البيانات المناخية لـمرسى مطروح | البيانات المناخية لـمرسى مطروح | البيانات المناخية لـمرسى مطروح | البيانات المناخية لـمرسى مطروح | البيانات المناخية لـمرسى مطروح | البيانات المناخية لـمرسى مطروح | البيانات المناخية لـمرسى مطروح | البيانات المناخية لـمرسى مطروح | البيانات المناخية لـمرسى مطروح | البيانات المناخية لـمرسى مطروح | البيانات المناخية لـمرسى مطروح | البيانات المناخية لـمرسى مطروح |
| الشهر                                         | يناير                          | فبراير                         | مارس                           | أبريل                          | مايو                           | يونيو                          | يوليو                          | أغسطس                          | سبتمبر                         | أكتوبر                         | نوفمبر                         | ديسمبر                         | المعدل السنوي                  |
| --------------------------------------------- | ------------------------------ | ------------------------------ | ------------------------------ | ------------------------------ | ------------------------------ | ------------------------------ | ------------------------------ | ------------------------------ | ------------------------------ | ------------------------------ | ------------------------------ | ------------------------------ | ------------------------------ |
| الدرجة القصوى °م (°ف)                         | 31 (88)                        | 34 (93)                        | 40 (104)                       | 42.2 (108.0)                   | 42.4 (108.3)                   | 46.2 (115.2)                   | 44.2 (111.6)                   | 40.2 (104.4)                   | 43.8 (110.8)                   | 39.3 (102.7)                   | 34.4 (93.9)                    | 29.2 (84.6)                    | 46.2 (115.2)                   |
| متوسط درجة الحرارة الكبرى °م (°ف)             | 17.7 (63.9)                    | 18.5 (65.3)                    | 19.6 (67.3)                    | 22.9 (73.2)                    | 25.3 (77.5)                    | 28.1 (82.6)                    | 28.6 (83.5)                    | 29.5 (85.1)                    | 28.5 (83.3)                    | 26.5 (79.7)                    | 22.8 (73.0)                    | 19.3 (66.7)                    | 23.9 (75.0)                    |
| المتوسط اليومي °م (°ف)                        | 12.9 (55.2)                    | 13.5 (56.3)                    | 15.1 (59.2)                    | 17.6 (63.7)                    | 20.2 (68.4)                    | 23.4 (74.1)                    | 25 (77)                        | 25.5 (77.9)                    | 24.3 (75.7)                    | 21.6 (70.9)                    | 17.9 (64.2)                    | 14.4 (57.9)                    | 19.3 (66.7)                    |
| متوسط درجة الحرارة الصغرى °م (°ف)             | 8.7 (47.7)                     | 8.9 (48.0)                     | 10.4 (50.7)                    | 12.5 (54.5)                    | 15.1 (59.2)                    | 18.6 (65.5)                    | 20.7 (69.3)                    | 21.2 (70.2)                    | 19.9 (67.8)                    | 17.2 (63.0)                    | 13.5 (56.3)                    | 10.4 (50.7)                    | 14.8 (58.6)                    |
| أدنى درجة حرارة °م (°ف)                       | 1 (34)                         | 2.5 (36.5)                     | 1 (34)                         | 1.8 (35.2)                     | 7.2 (45.0)                     | 9.8 (49.6)                     | 11.6 (52.9)                    | 16.1 (61.0)                    | 10 (50)                        | 4.8 (40.6)                     | 6 (43)                         | 0 (32)                         | 0 (32)                         |
| الهطول مم (إنش)                               | 36 (1.4)                       | 19 (0.7)                       | 11 (0.4)                       | 3 (0.1)                        | 2 (0.1)                        | 2 (0.1)                        | 0 (0)                          | 1 (0.0)                        | 1 (0.0)                        | 19 (0.7)                       | 18 (0.7)                       | 29 (1.1)                       | 141 (5.6)                      |
| متوسط أيام هطول الأمطار (≥ 1.0 mm)            | 3.2                            | 1.9                            | 1.4                            | 0.6                            | 0.2                            | 0.1                            | 0.0                            | 0.1                            | 0.1                            | 1.0                            | 1.7                            | 2.3                            | 12.6                           |
| متوسط الرطوبة النسبية (%)                     | 71                             | 69                             | 68                             | 66                             | 73                             | 73                             | 75                             | 73                             | 71                             | 70                             | 68                             | 69                             | 70.5                           |
| ساعات سطوع الشمس الشهرية                      | 196.3                          | 214.5                          | 254.1                          | 269.1                          | 316.7                          | 355.4                          | 371.9                          | 356.3                          | 309.2                          | 268.2                          | 222.2                          | 196.6                          | 3٬330٫5                        |
| المصدر #1: NOAA                               |                                |                                |                                |                                |                                |                                |                                |                                |                                |                                |                                |                                |                                |
| المصدر #2: Voodoo Skies (record temperatures) |                                |                                |                                |                                |                                |                                |                                |                                |                                |                                |                                |                                |                                |

### السكان
بلغ عدد سكان المدينة نحو 255,401 نسمة وفقا لتقديرات السكان في يوليو 2024.

## المعالم الطبيعية والسياحية

### المناطق الأثرية
- معبد رمسيس الثاني.
- متحف آثار مطروح
- متحف كهف روميل
- مدينة يوليوس قيصر الغارقة.
- قصر كليوباترا السابعة الغارق.
- آثار الترسانة البحرية للبطالمة الكائنة غرب الميناء الحديث.
- الكنيسة القبطية المنشأة في أوّل العهد القبطي وبها عدّة مغارات ذات نقوش.
- مخبأ روميل، وهو كهف محفور في الصخر، حيث خطّط روميل لعملياته العسكرية، وحوّلت اليوم إلى متحف عسكري.

### الشواطئ
- شاطئ عجيبة يبعد 28 كم إلى غرب وسط المدينة، يتميّز بالكهوف والتشكيلات الصخرية.
- شاطئ الأُبَيِّض يبعد 20 كم إلى غرب وسط المدينة.
- شاطئ رومل
- شاطئ كليوباترا
- شاطئ الغرام
- شاطئ المربوعة
- شاطئ النخيل
- شاطئ الفيروز
- شاطئ باب البحر
- شاطئ مبارك
- شاطئ العوام
- شاطئ الليدو
- شاطئ مينا حشيش
- شاطئ علم الروم
- شاطئ الأوركيد
- شاطئ الرميلة

## النقل والمواصلات
يربط المدينة طريق يخترق الصحراء الغربية حتى واحة سيوة التي تقع على بعد 300 كم إلى الجنوب، ويتفرّع منه طريق واحة القارة، ومن بعد سيوة يستمر الطريق إلى الواحات البحرية. ويربطها خطّ سكة حديد ببقية أنحاء مصر المتصلة بالشبكة الوطنية، ويوجد أيضًا طريق يربطها بالاسكندرية ومتفرع طريق آخر لوادي النطرون ومن ثم القاهرة بتقاطع مدينة العلمين.

## معرض صور

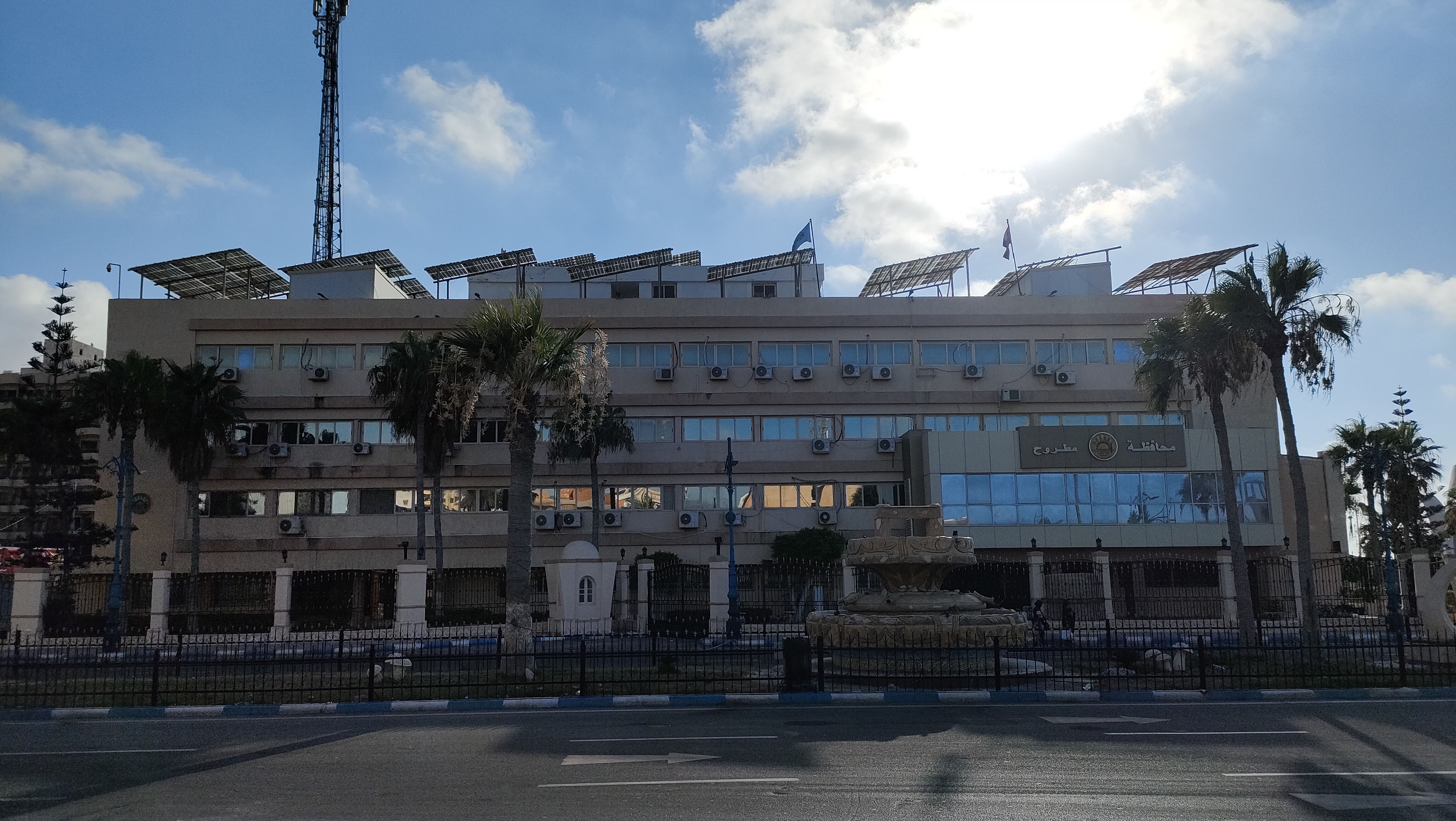
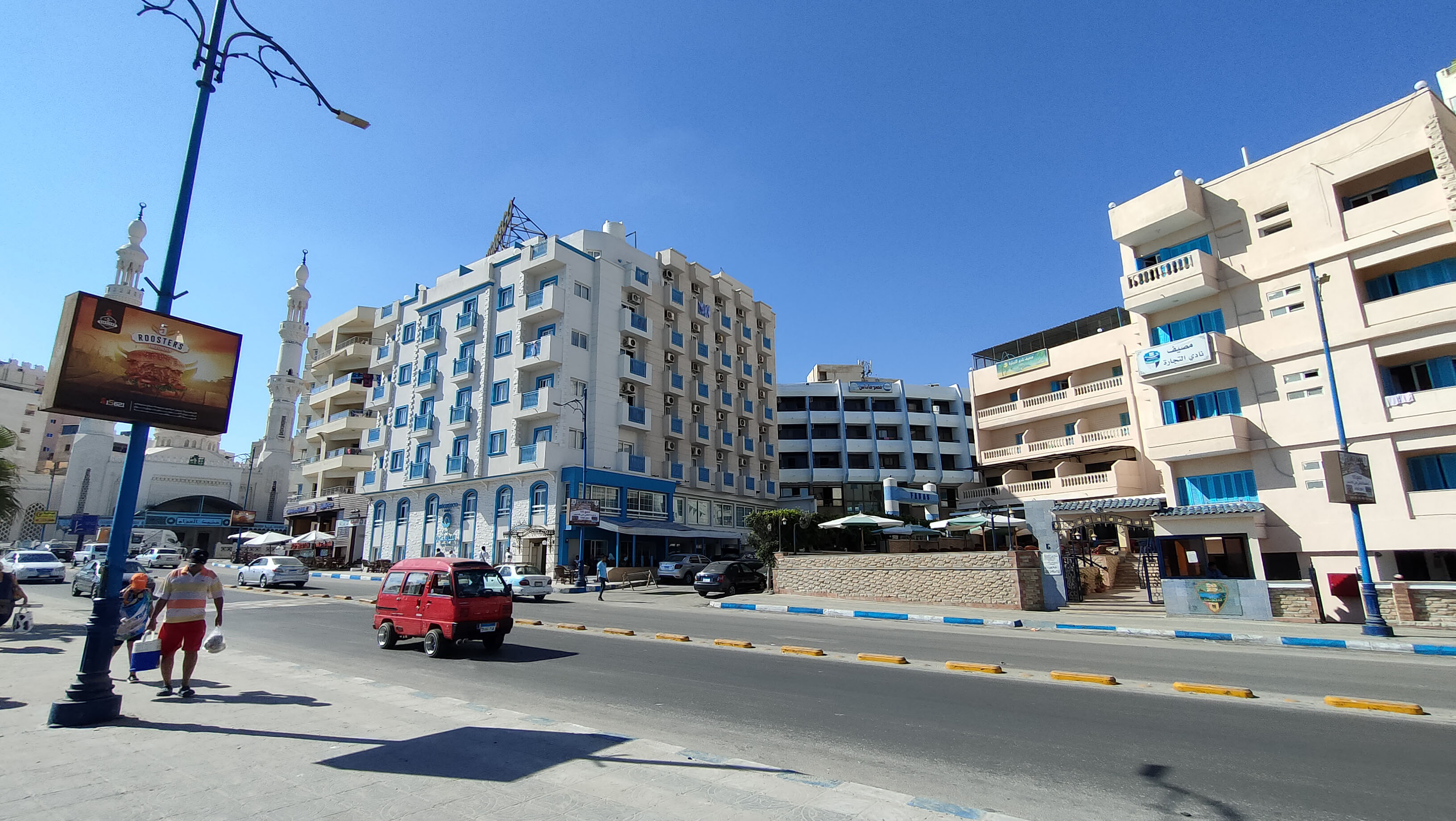
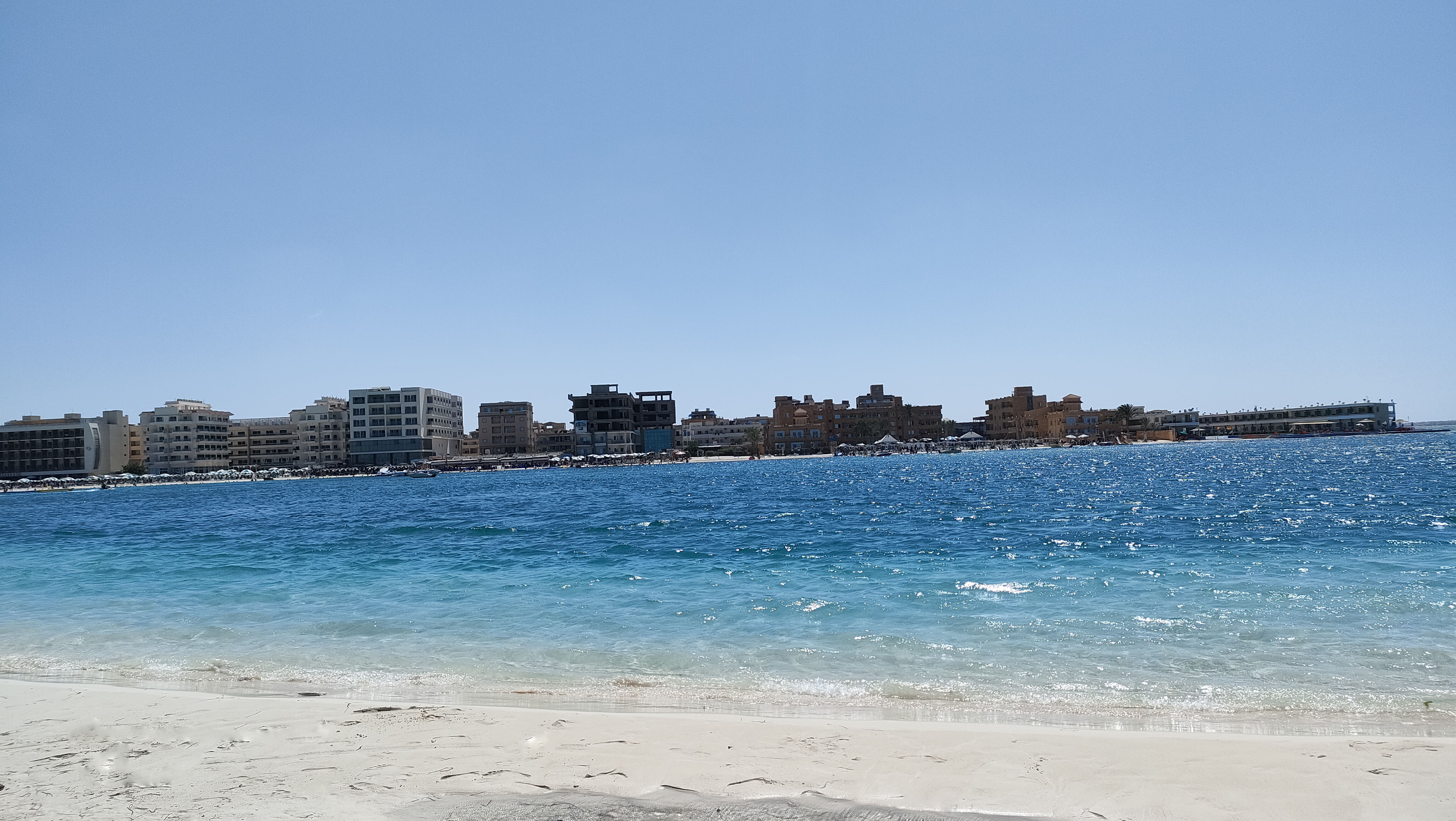
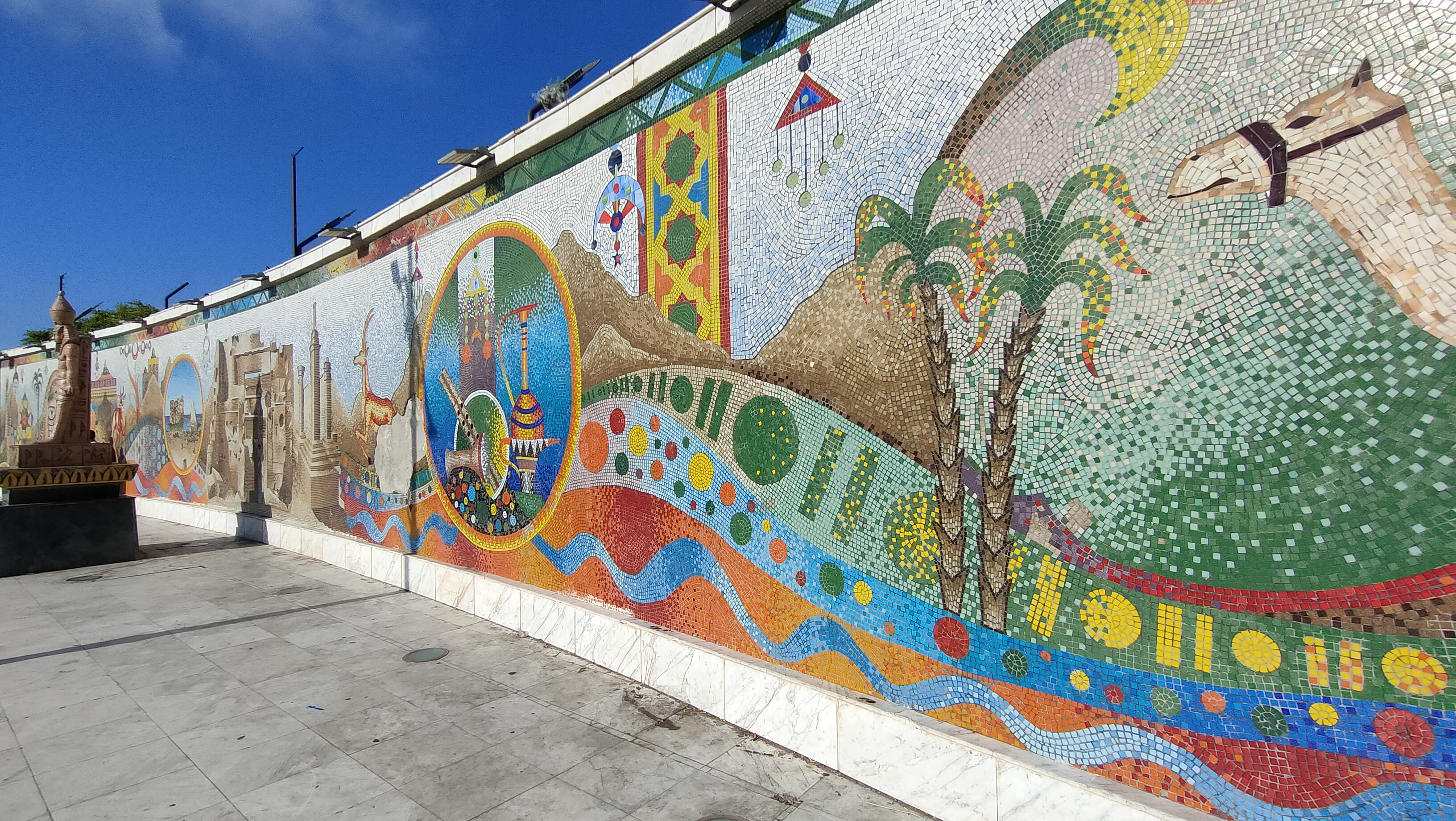
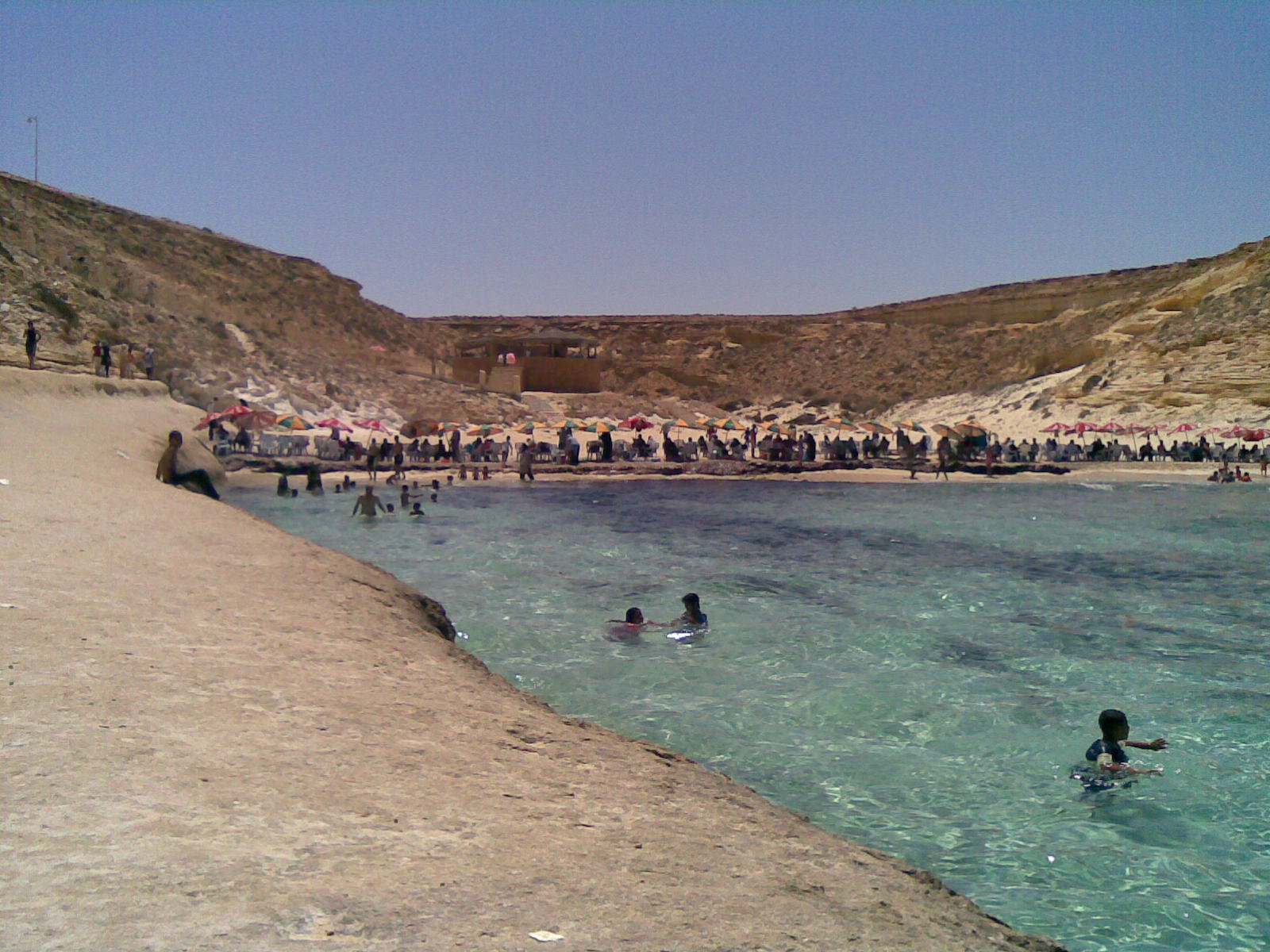
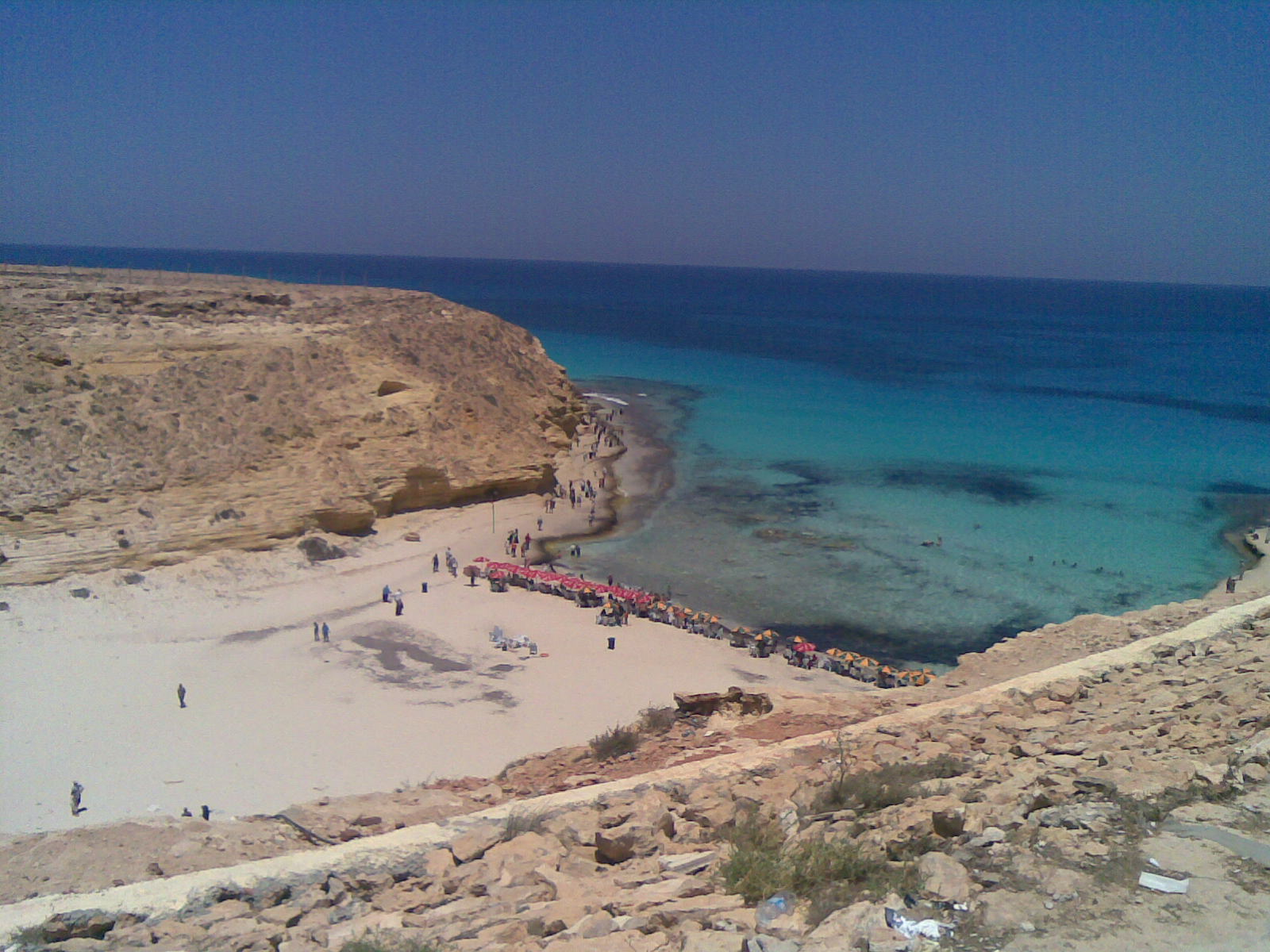
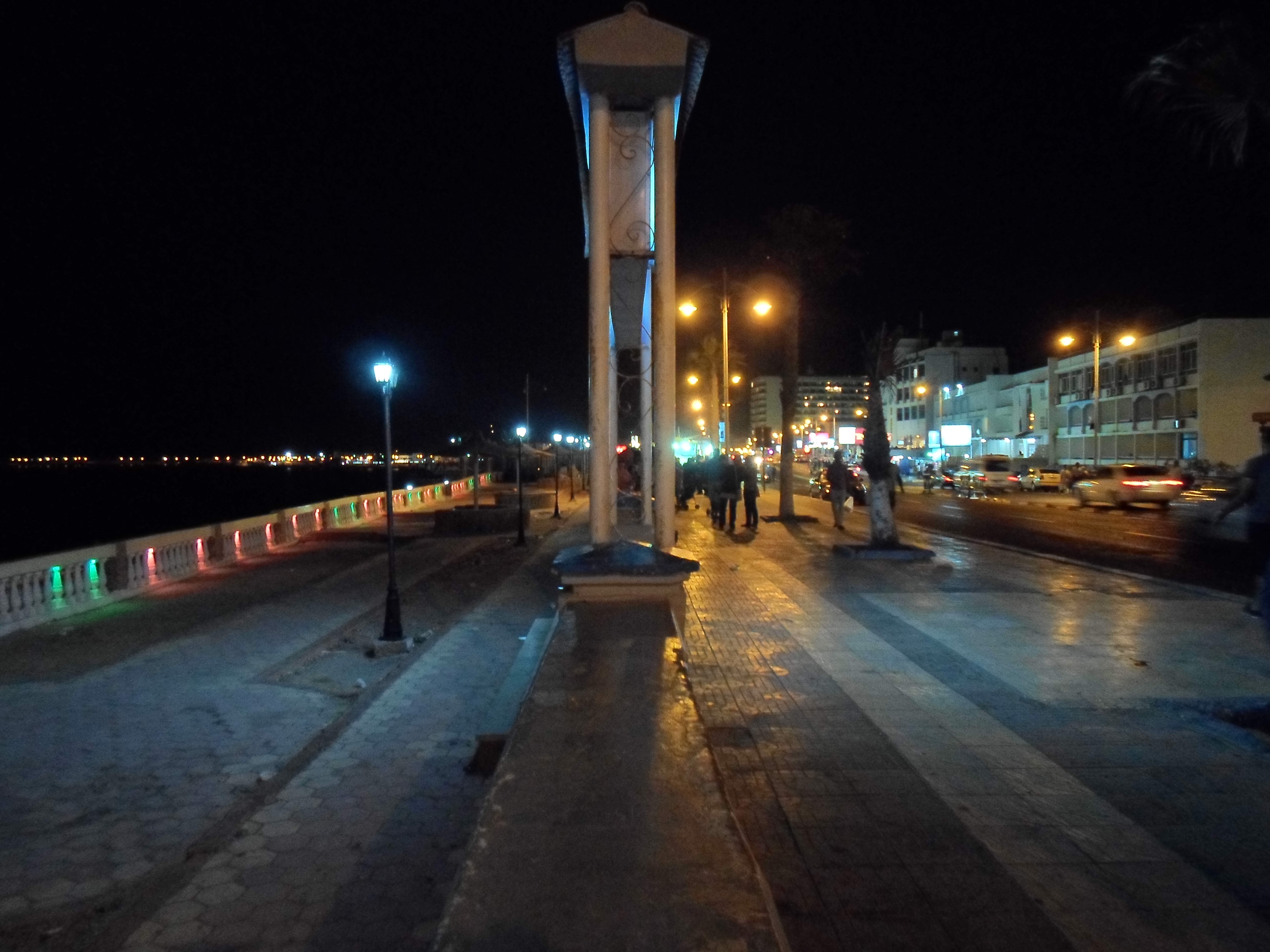
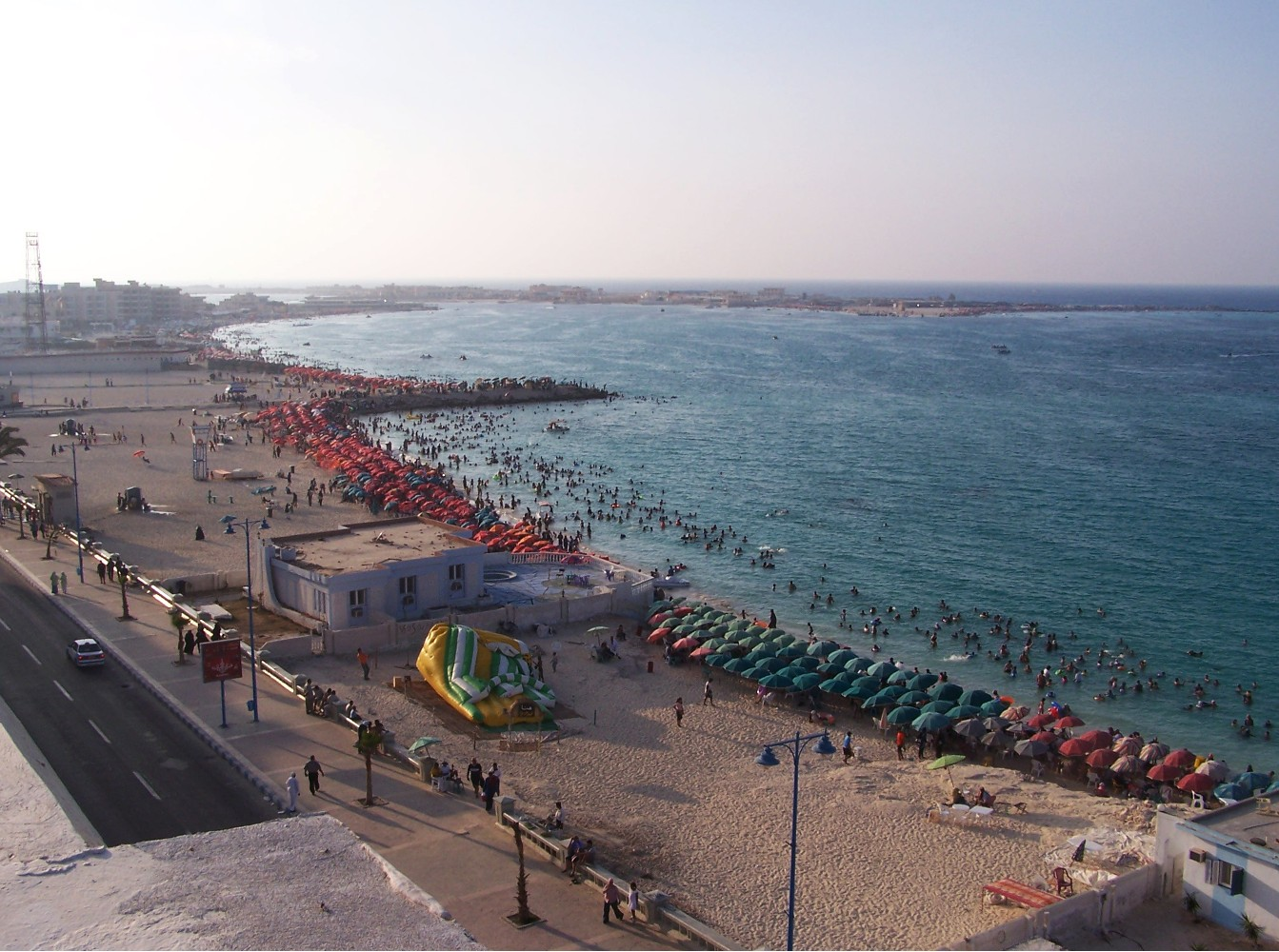
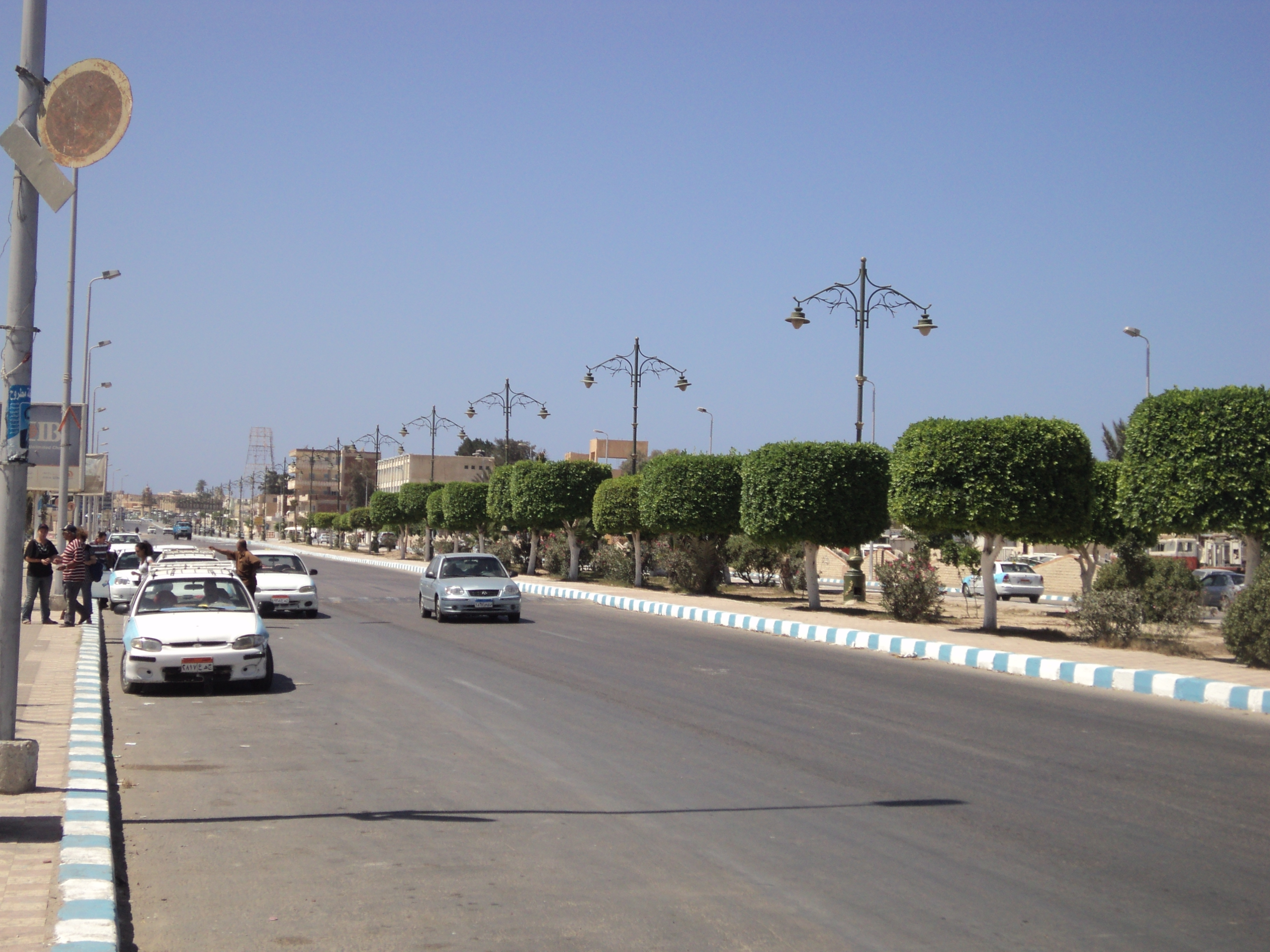
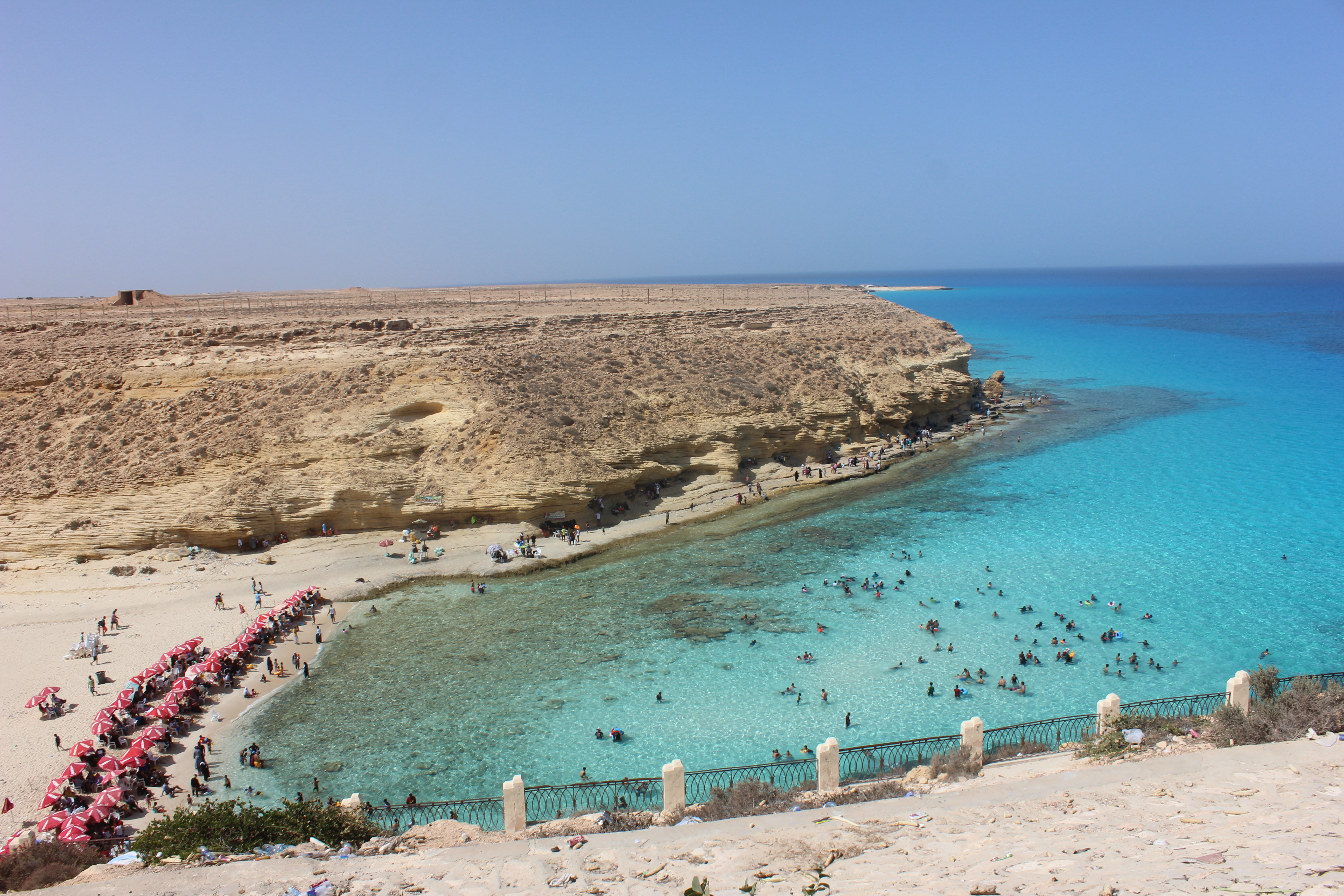
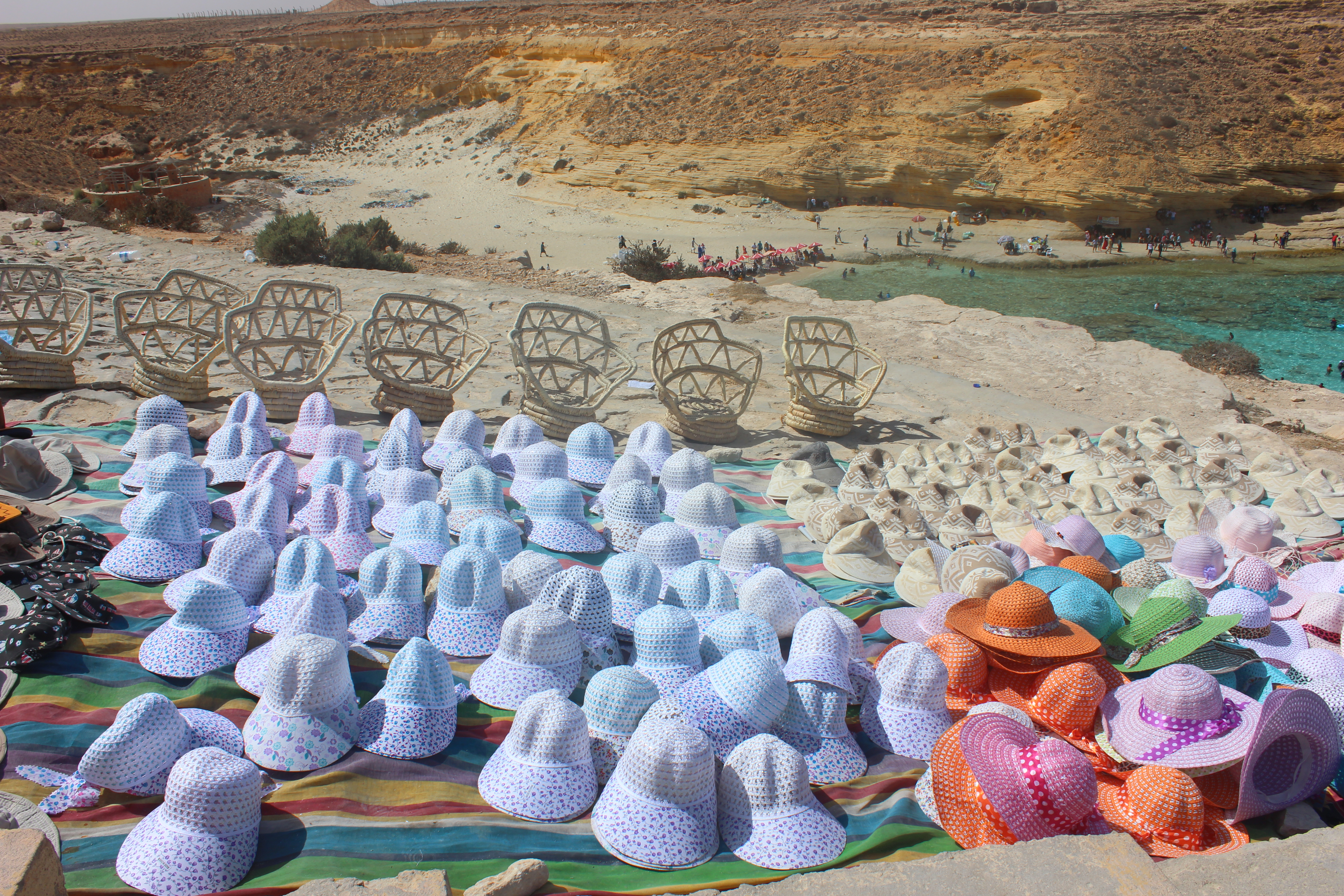
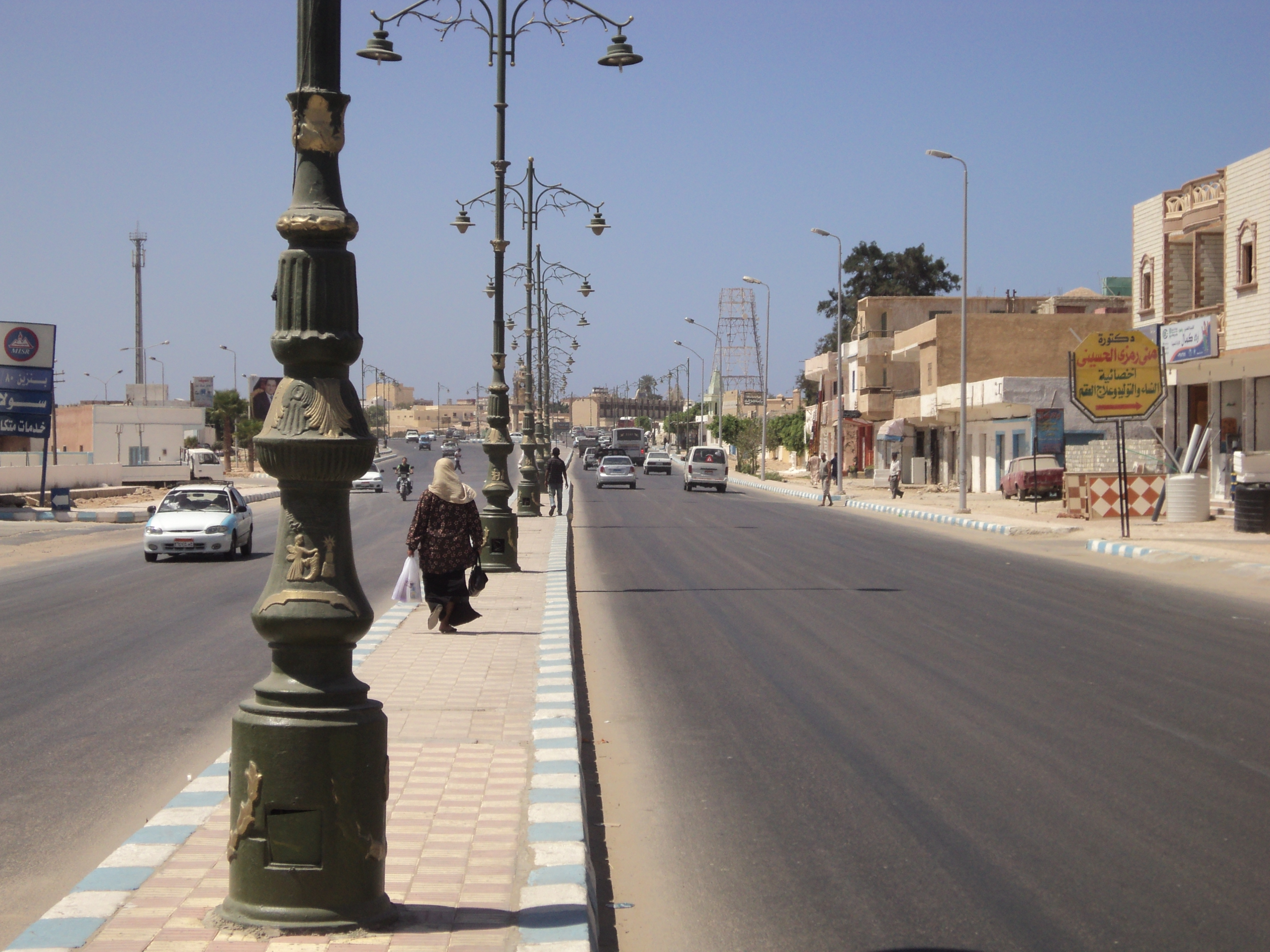
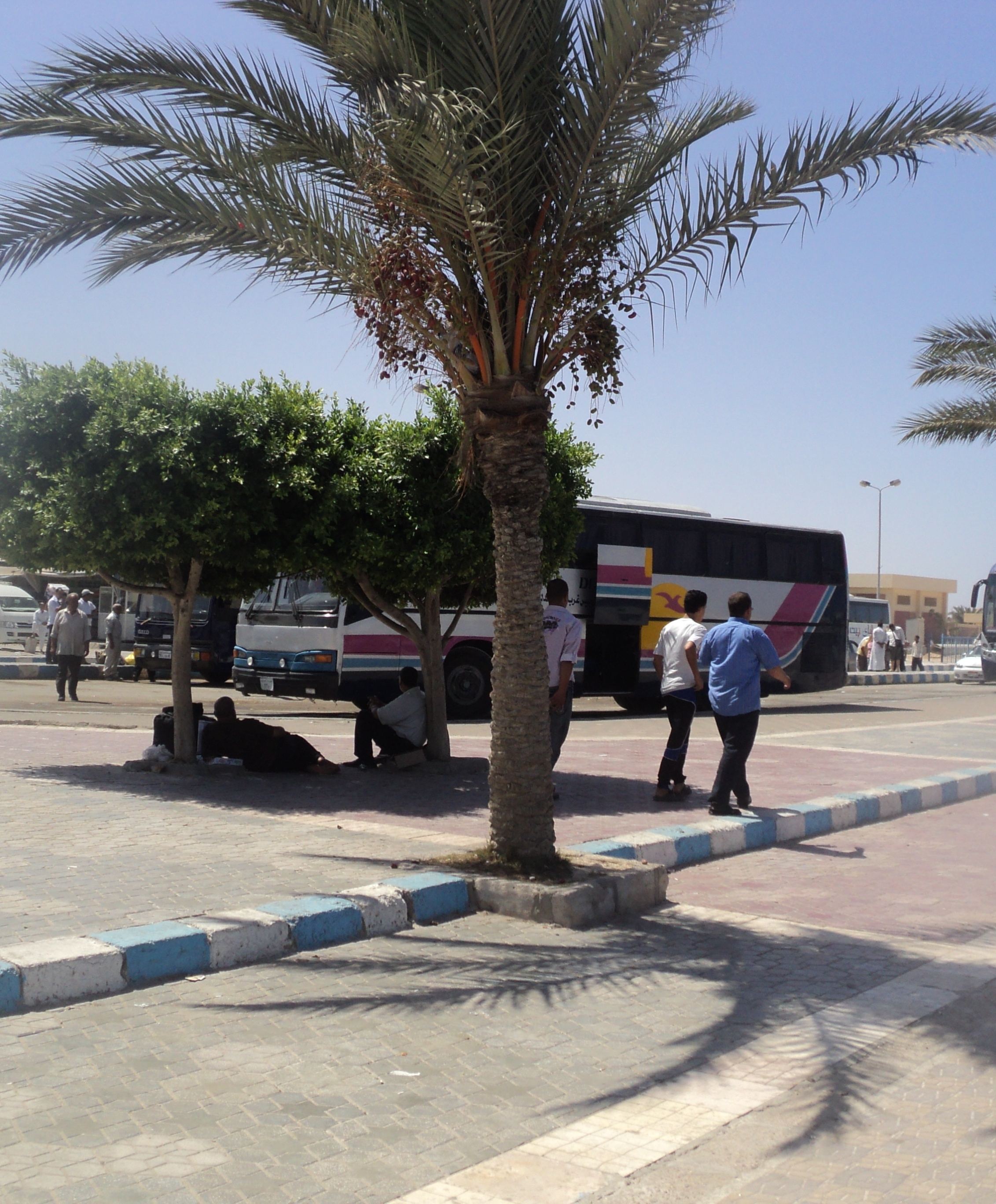
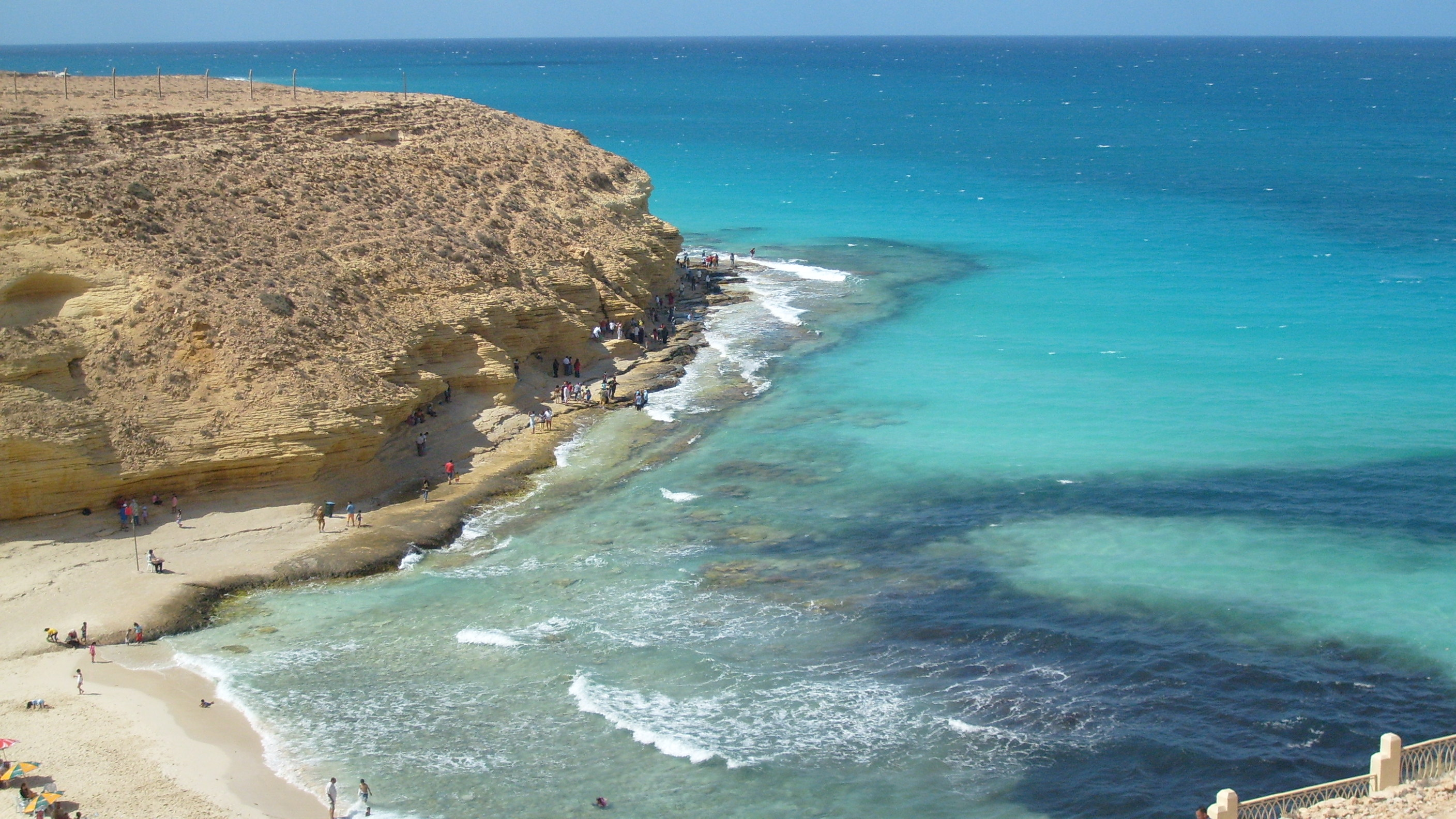
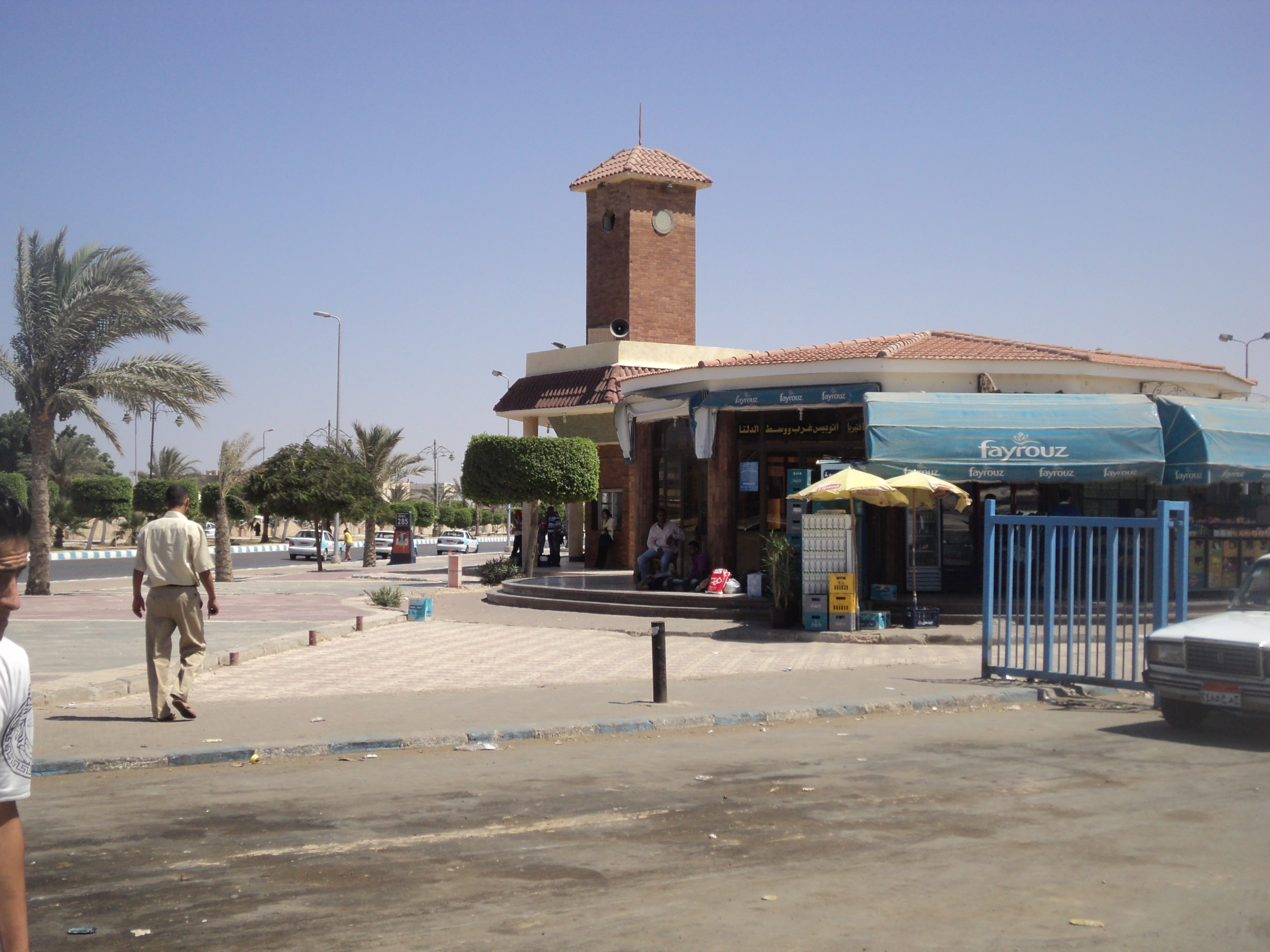
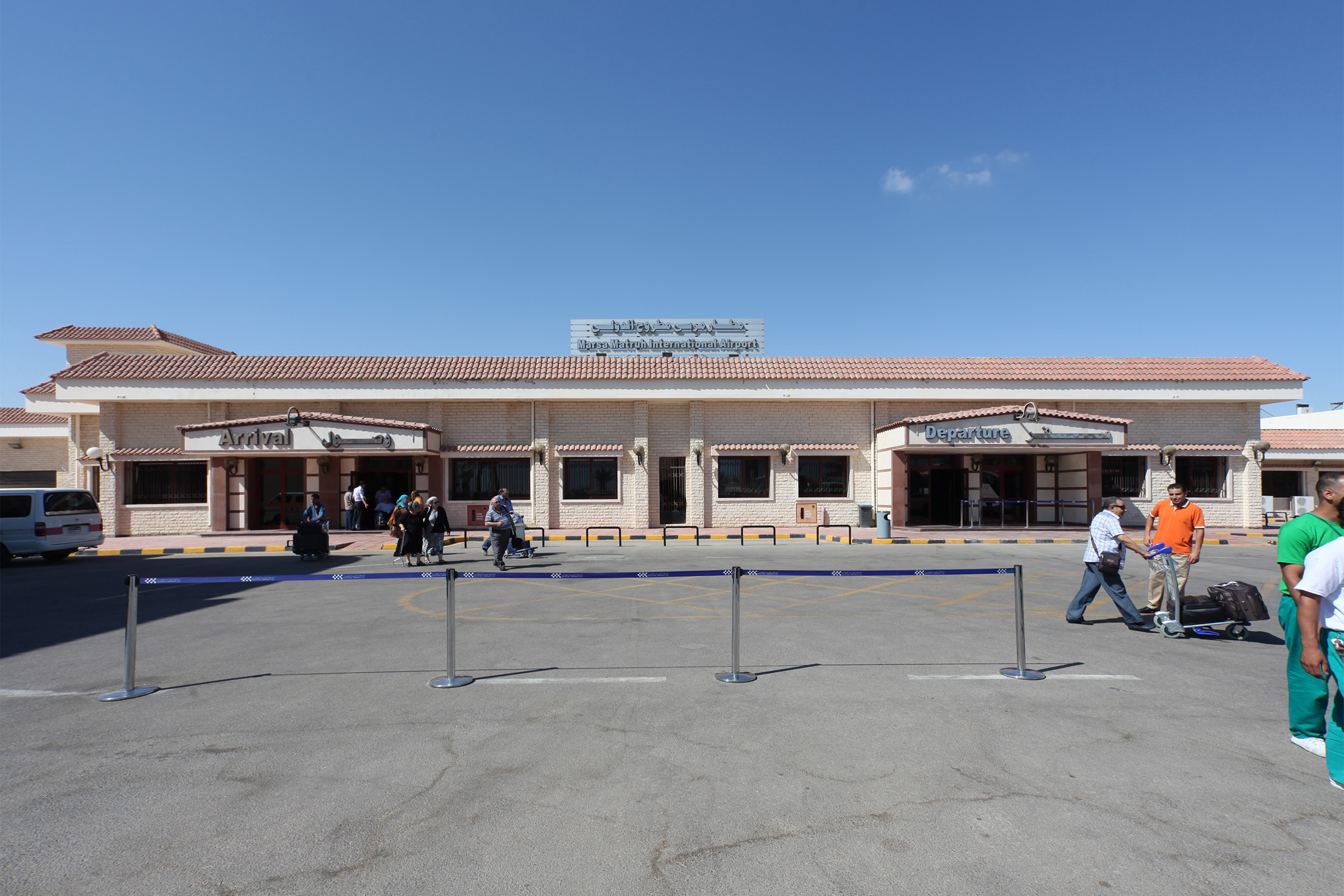
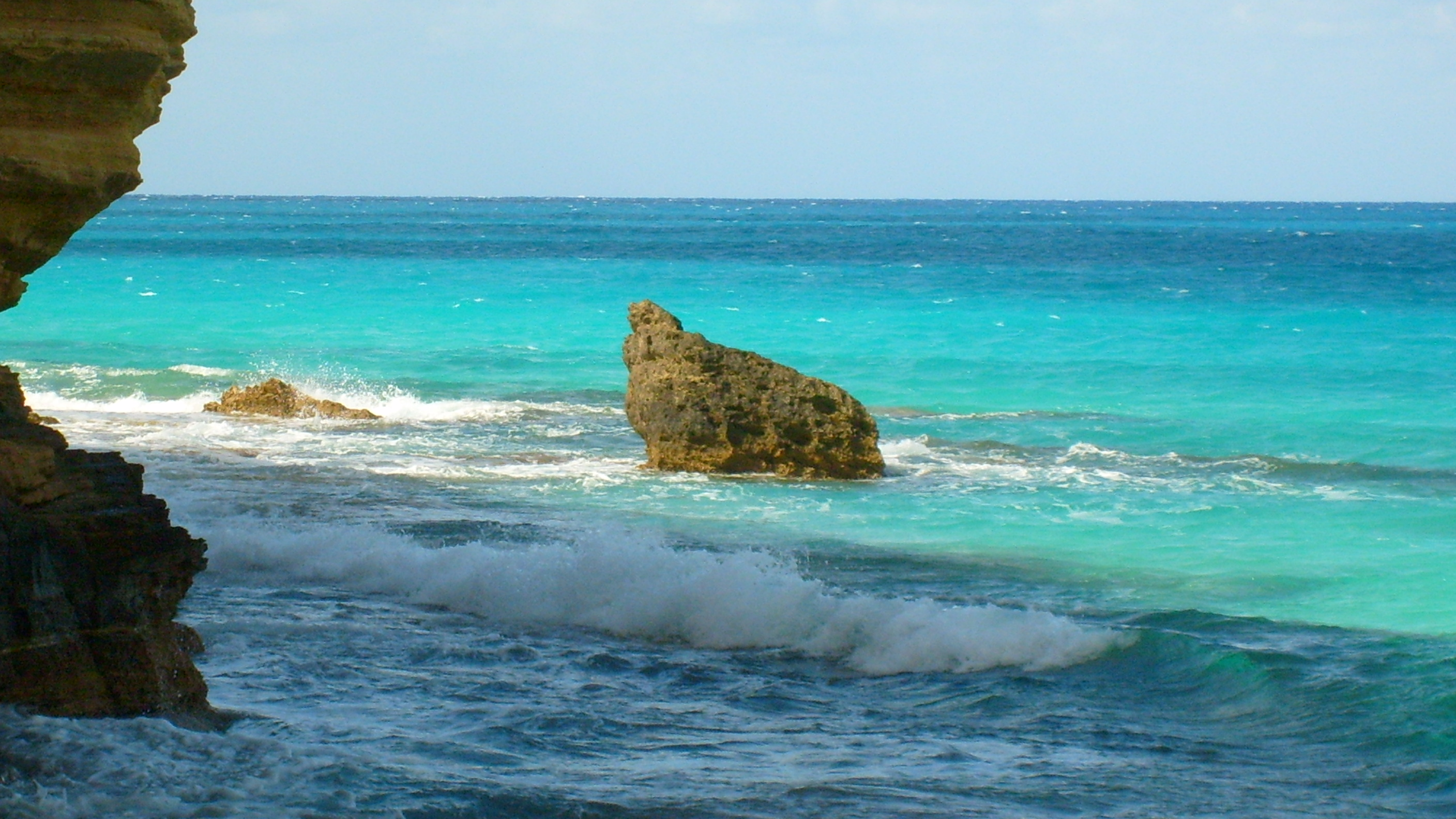
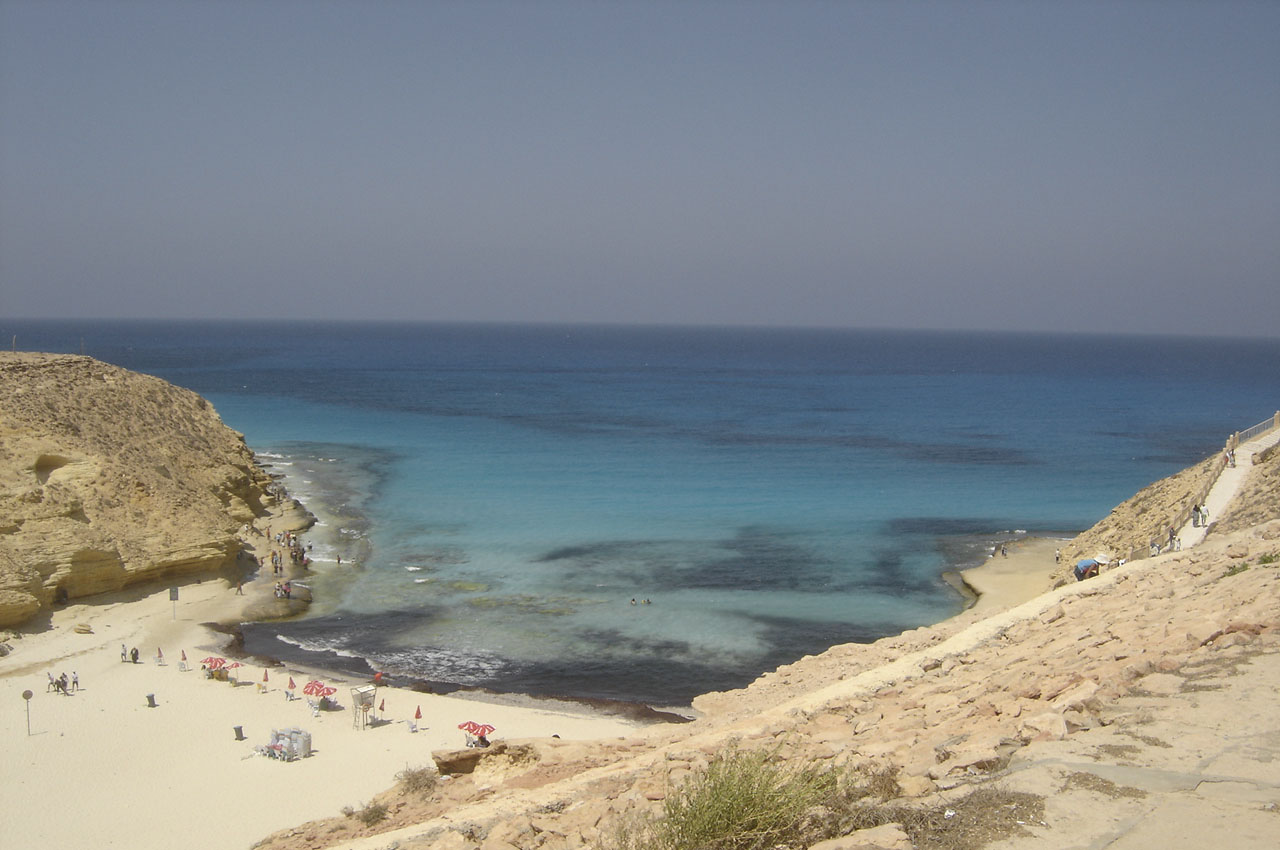
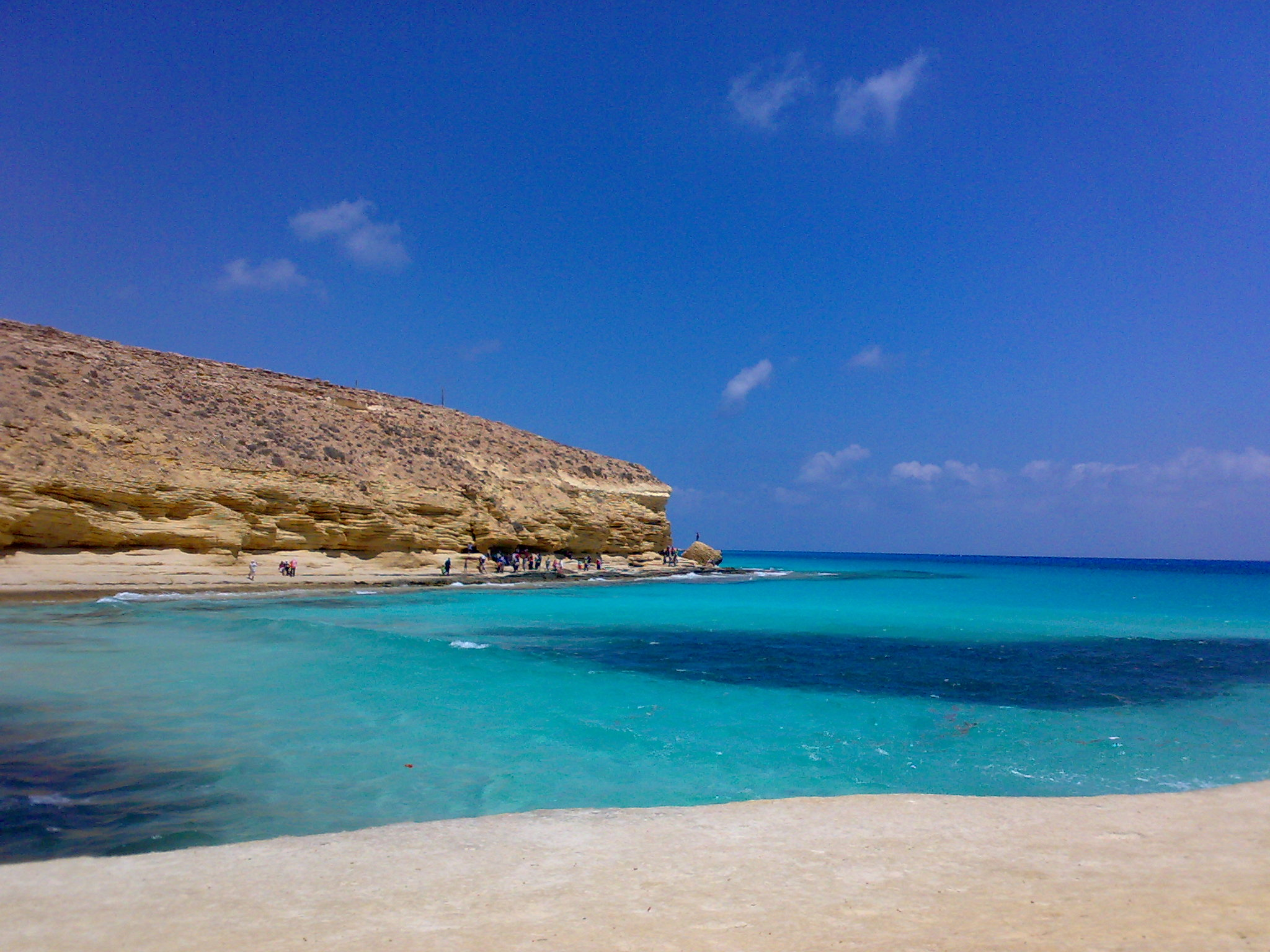
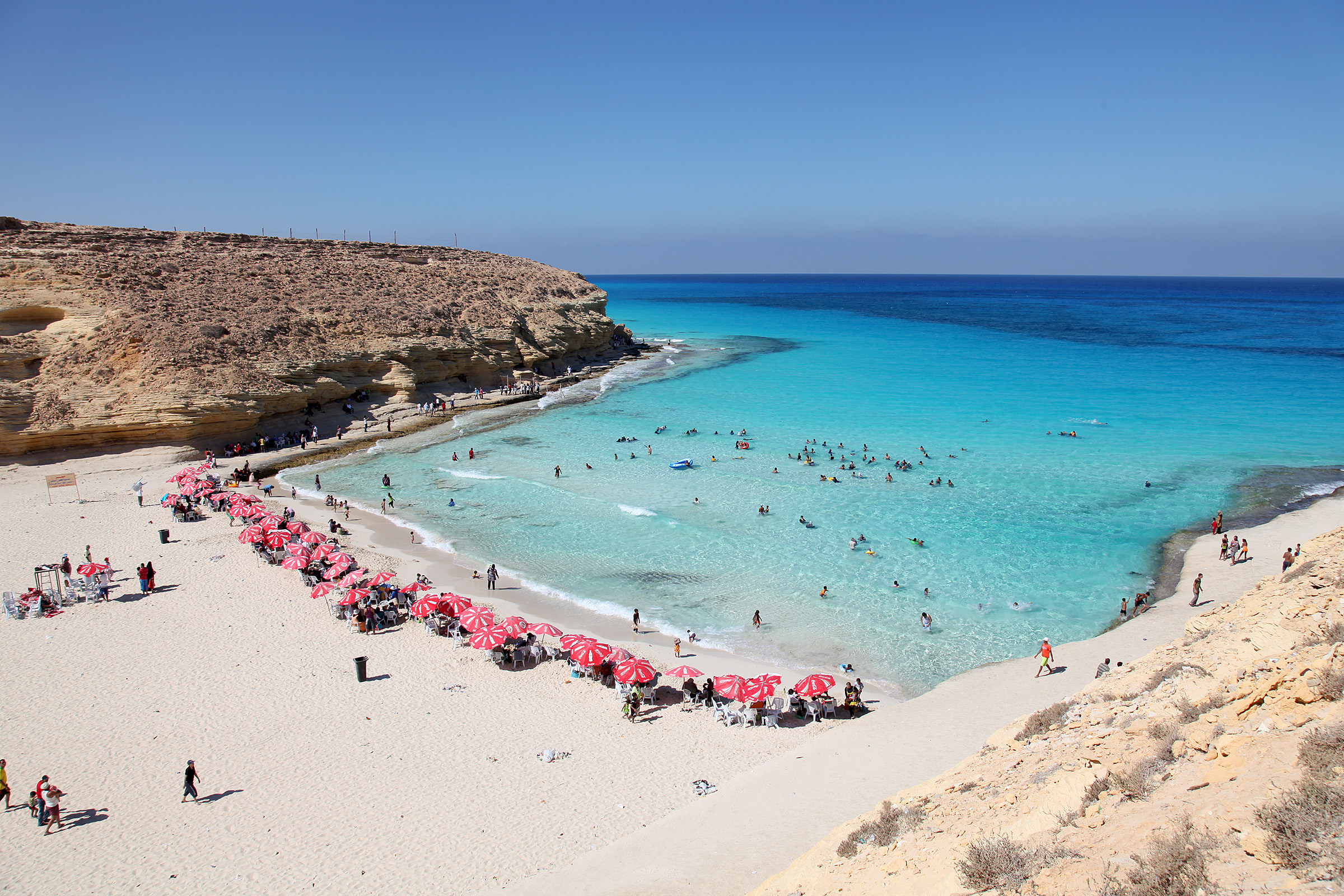
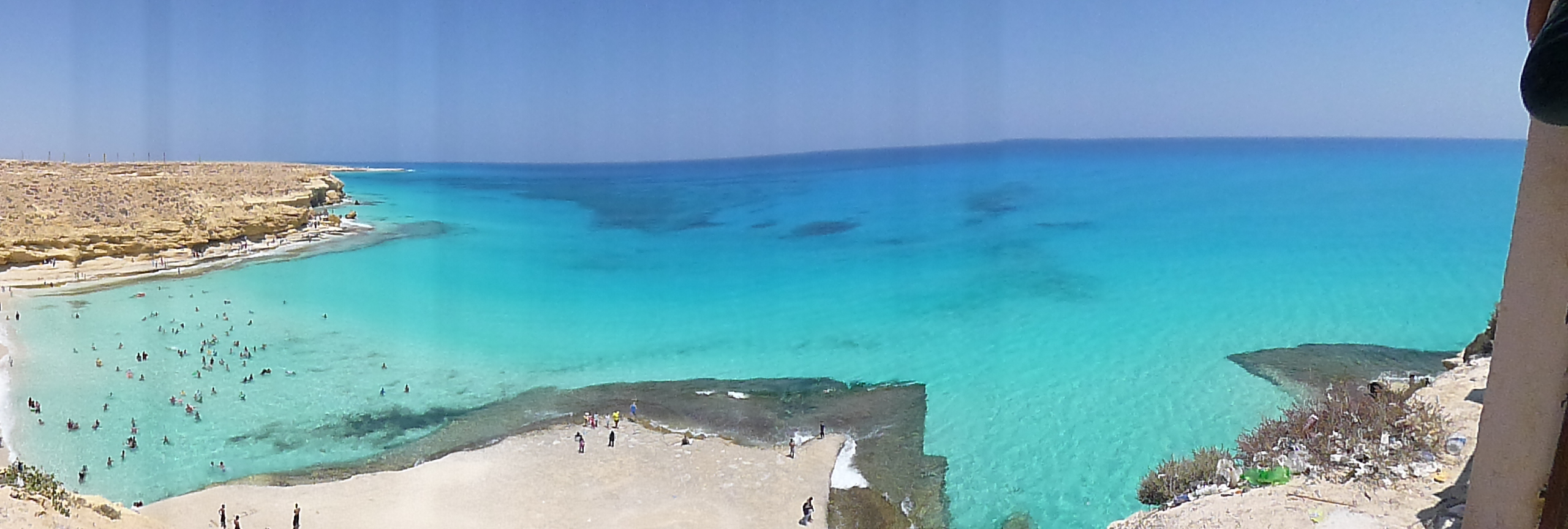
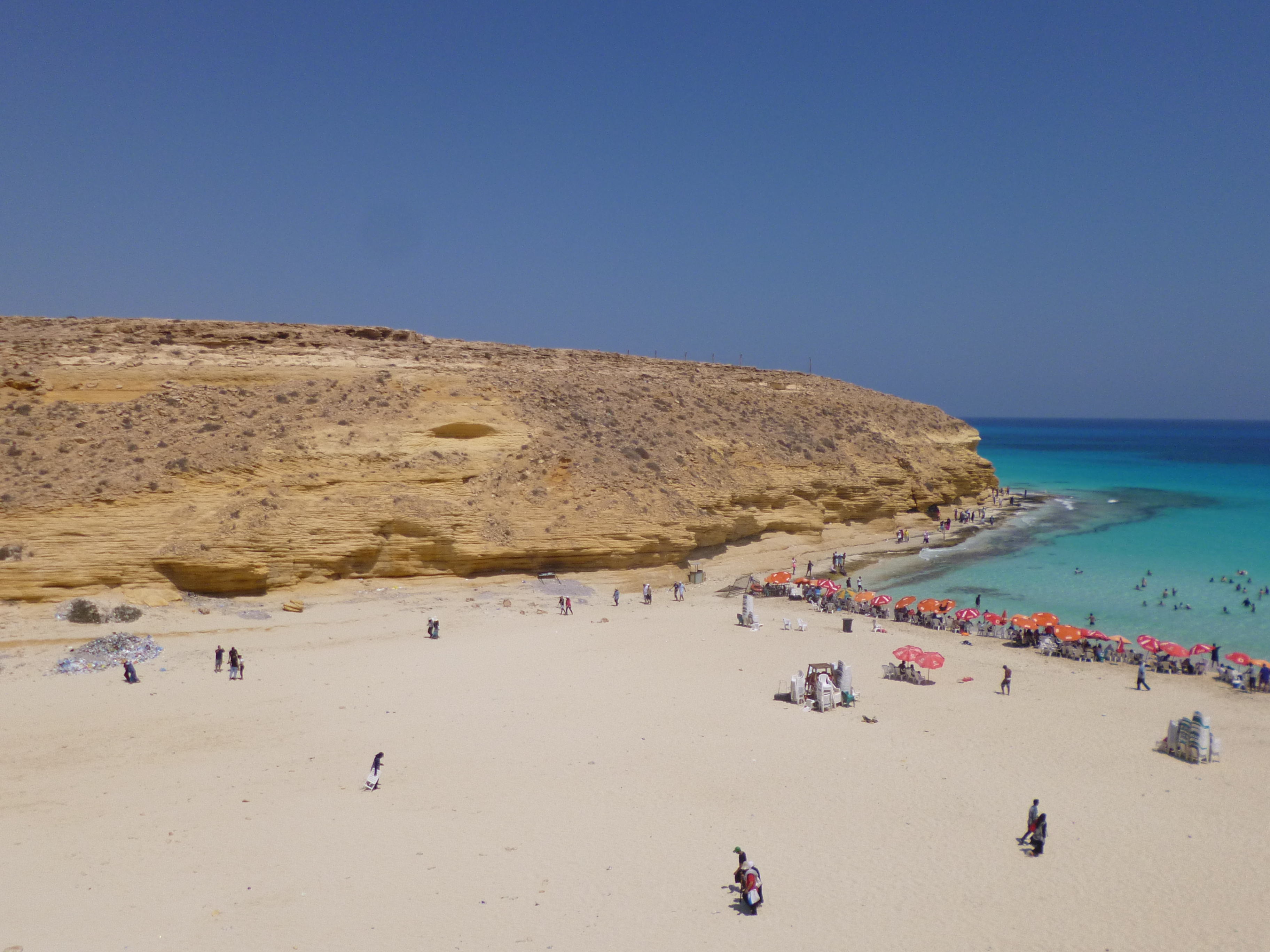
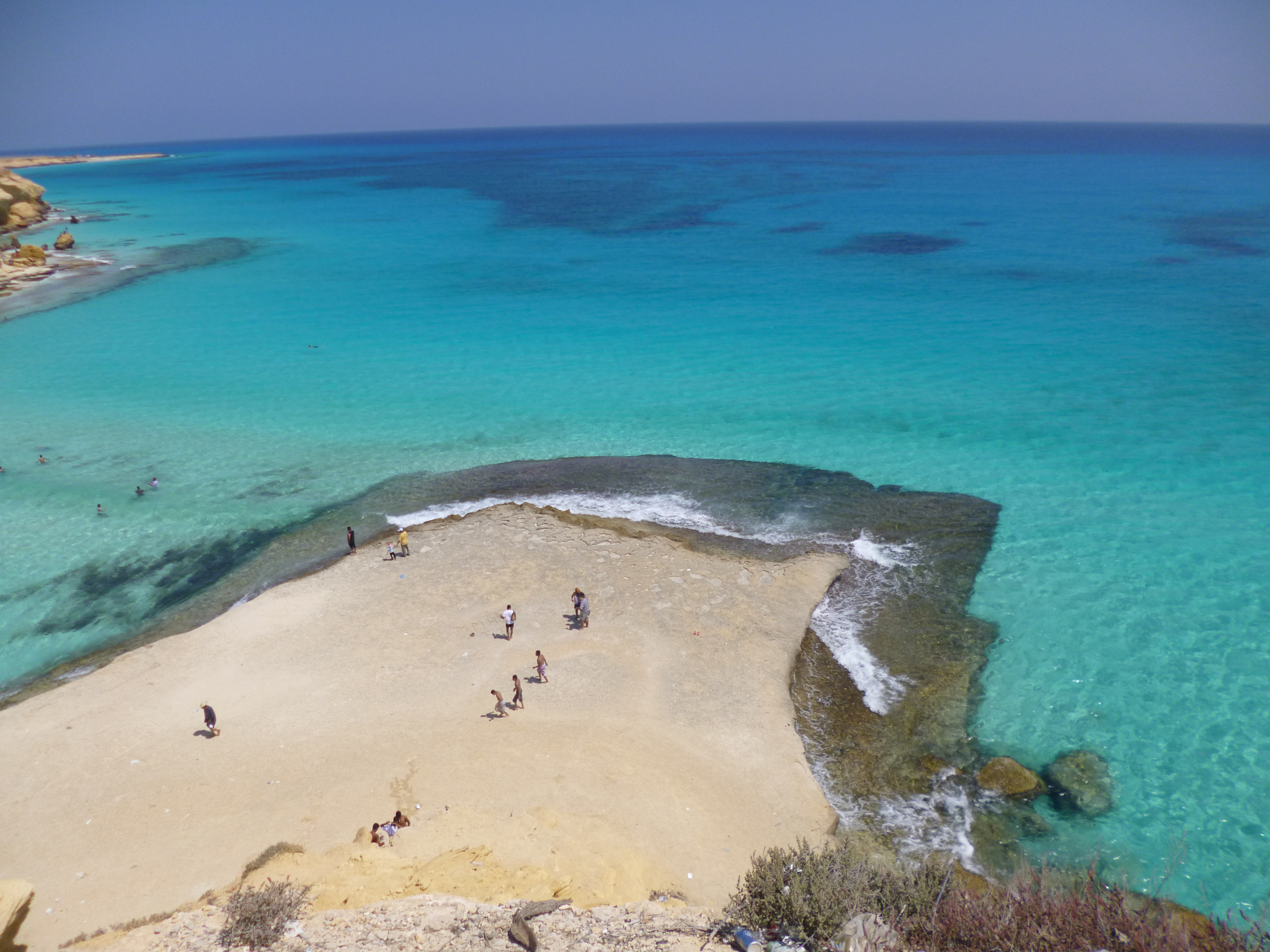
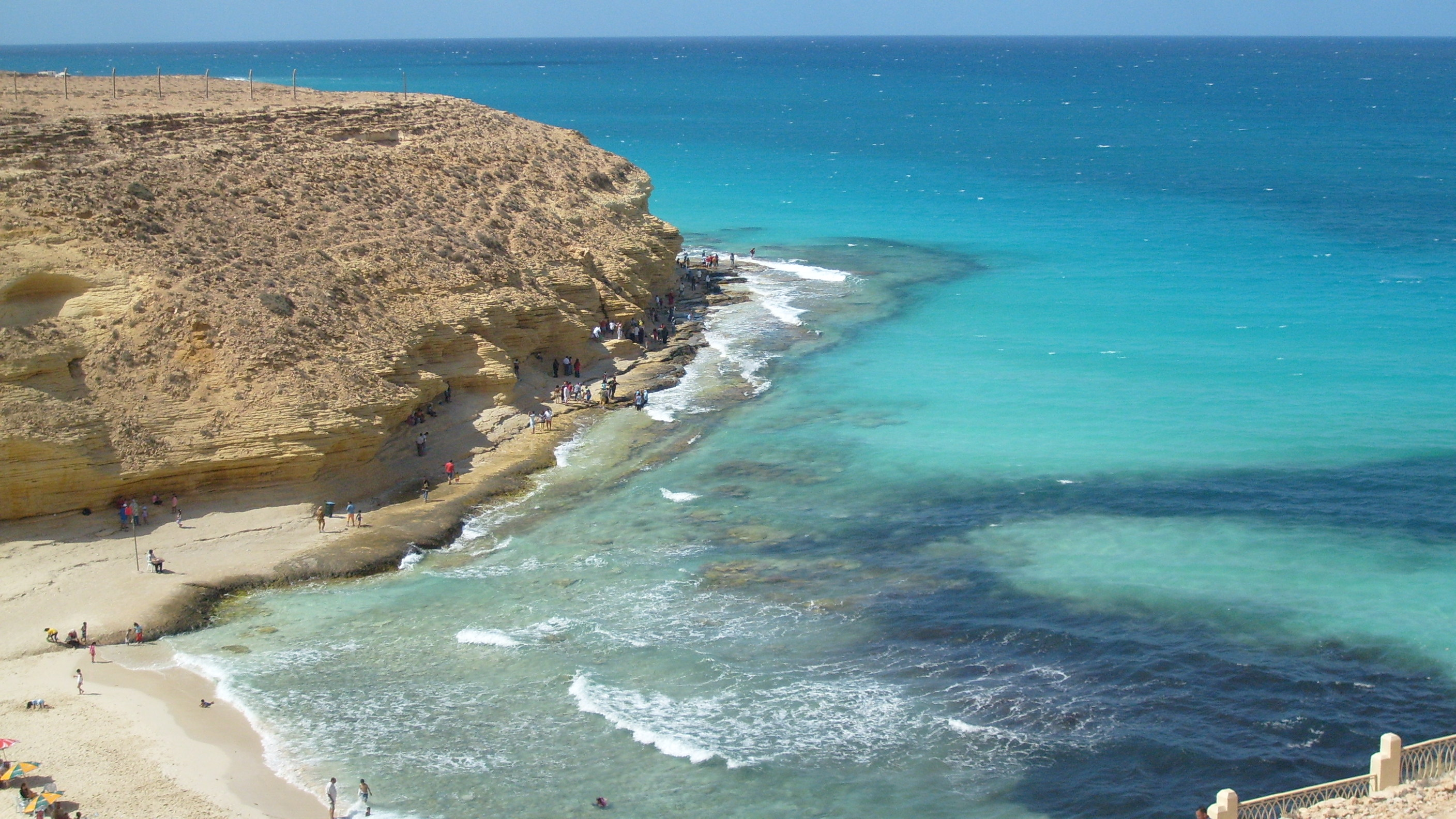
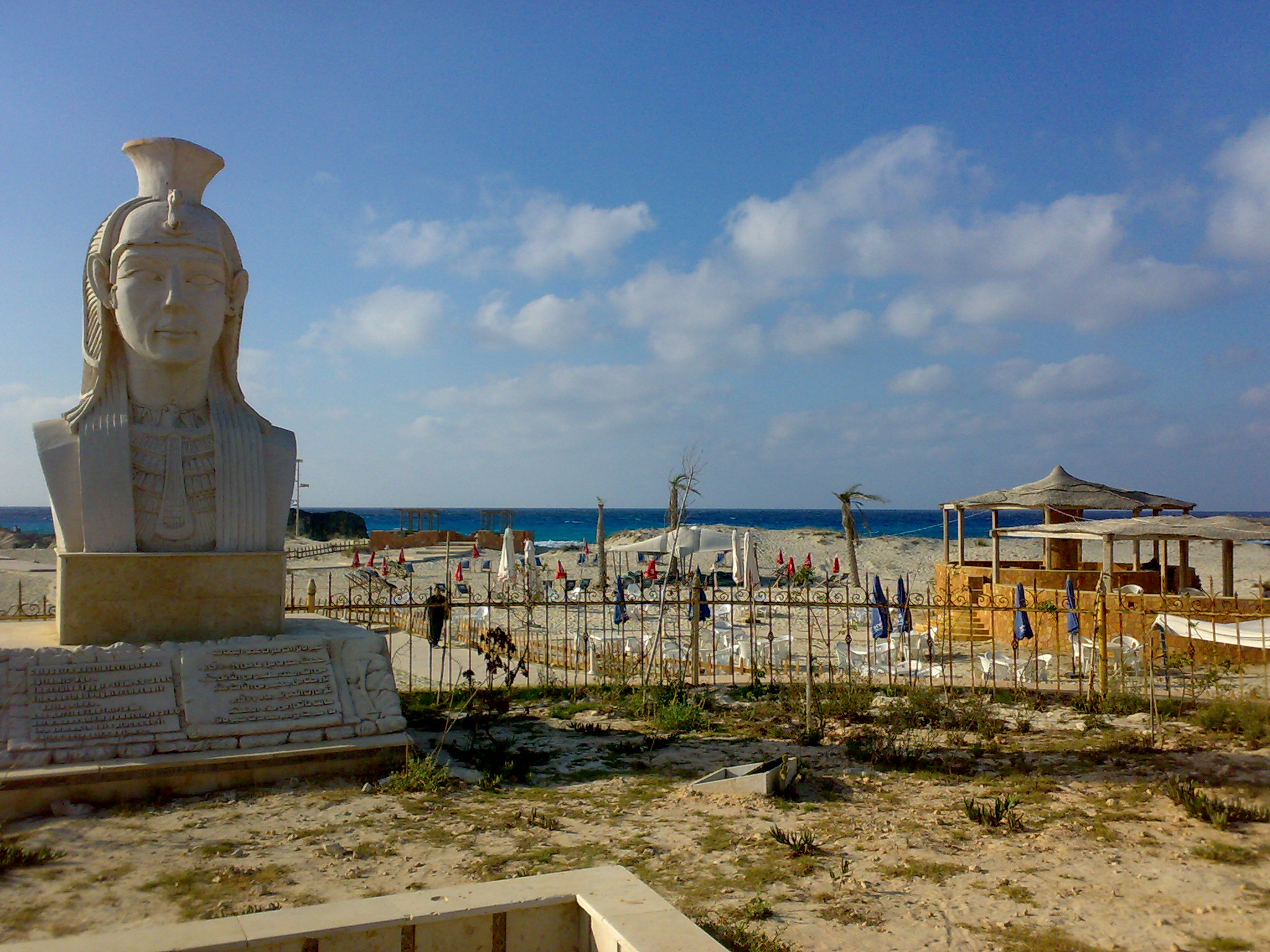
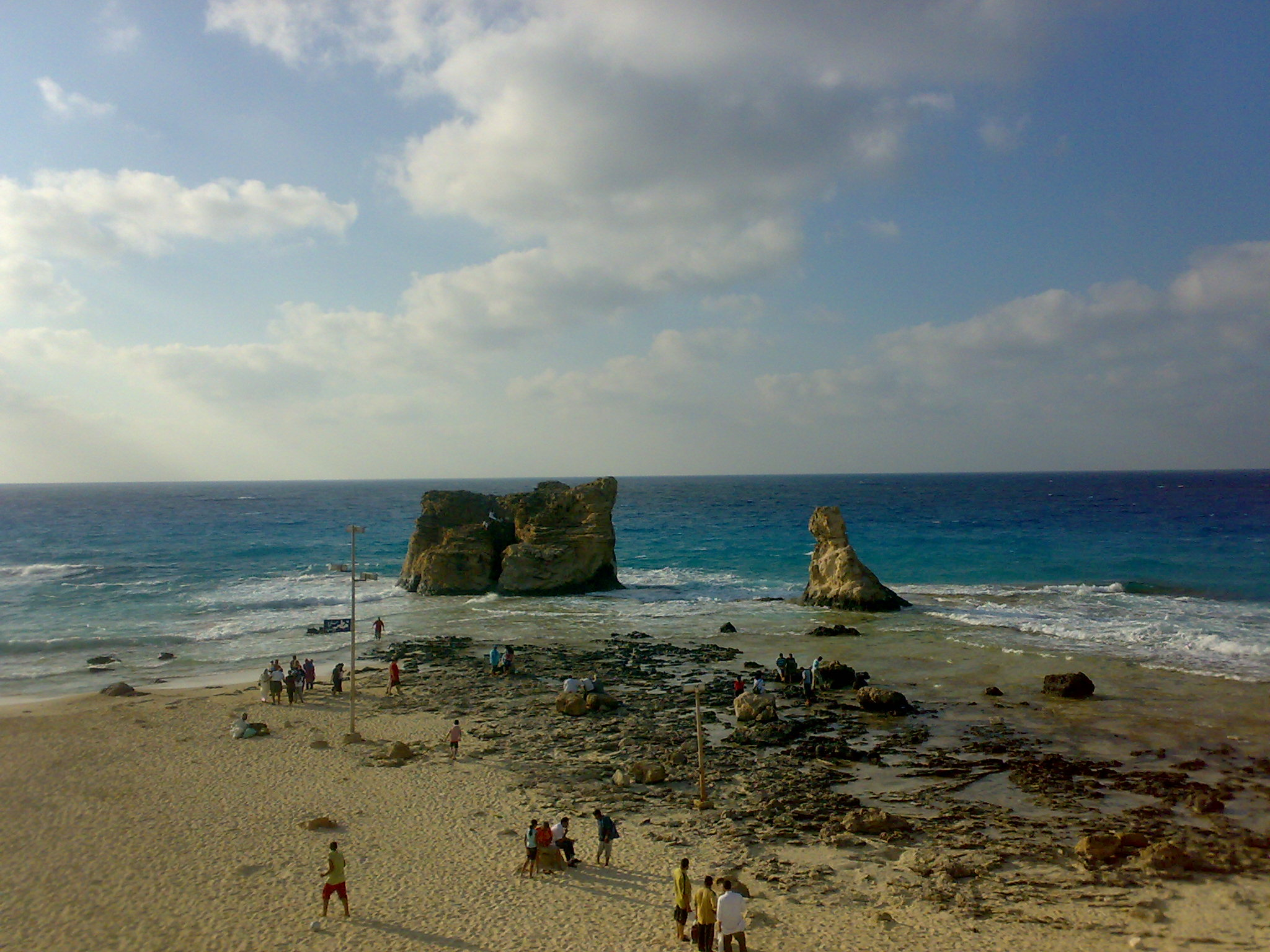
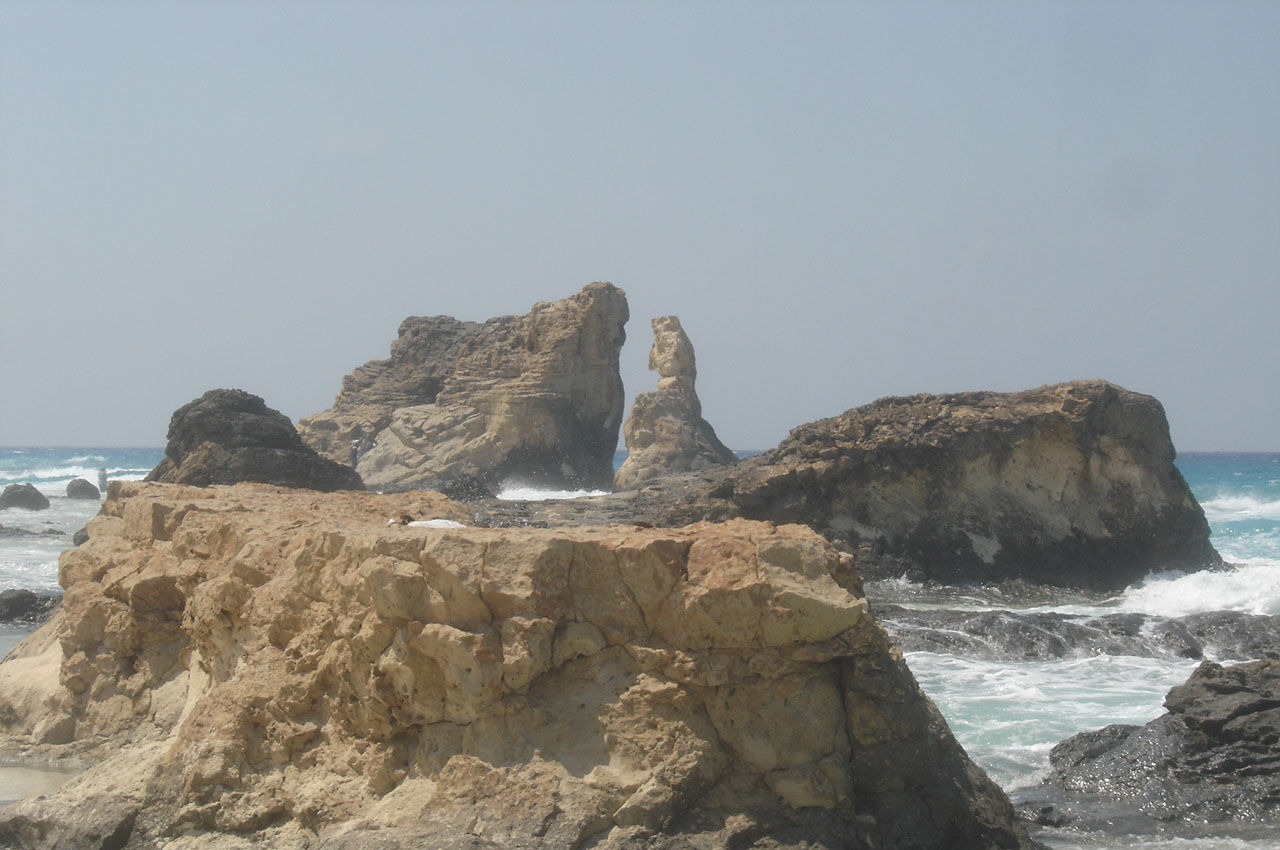
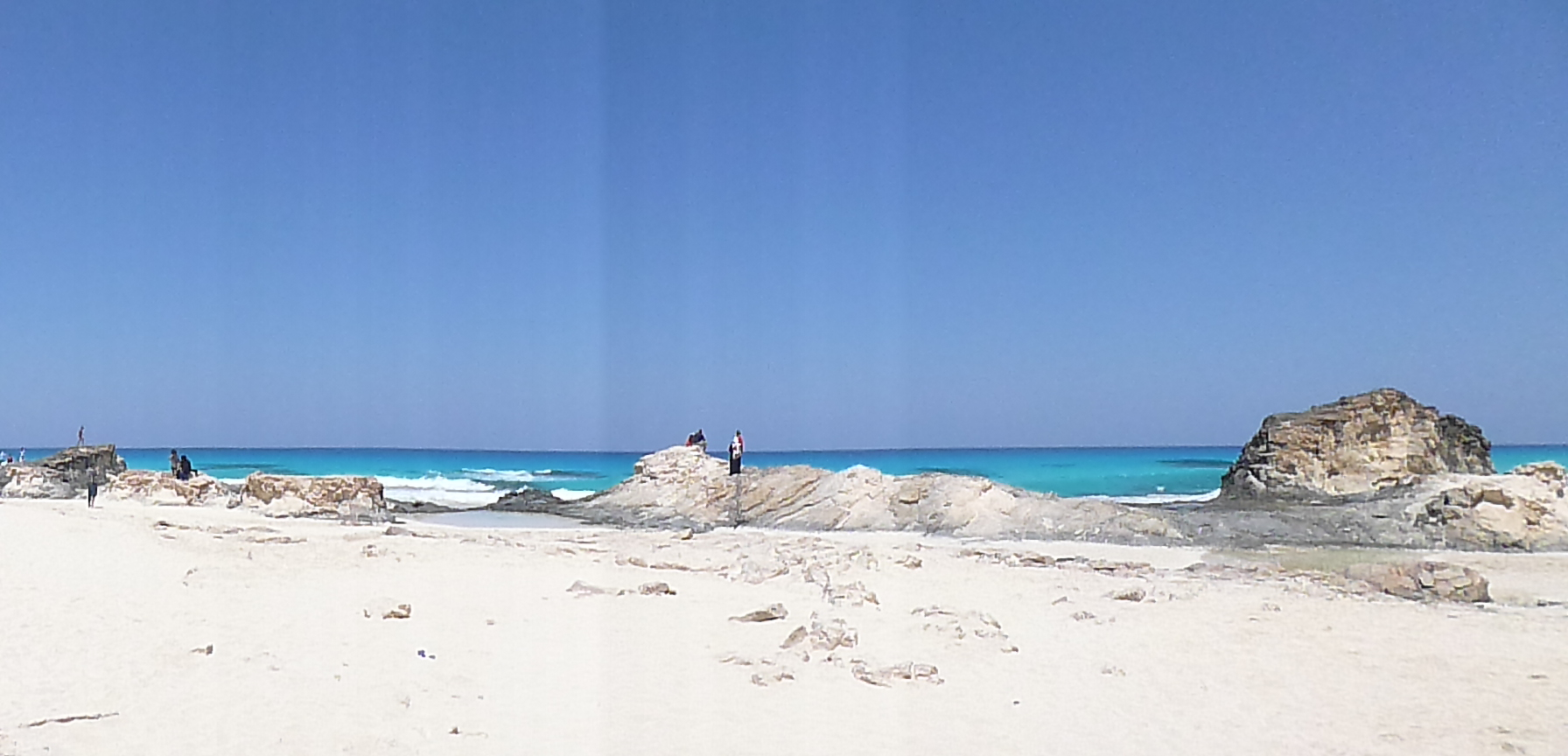
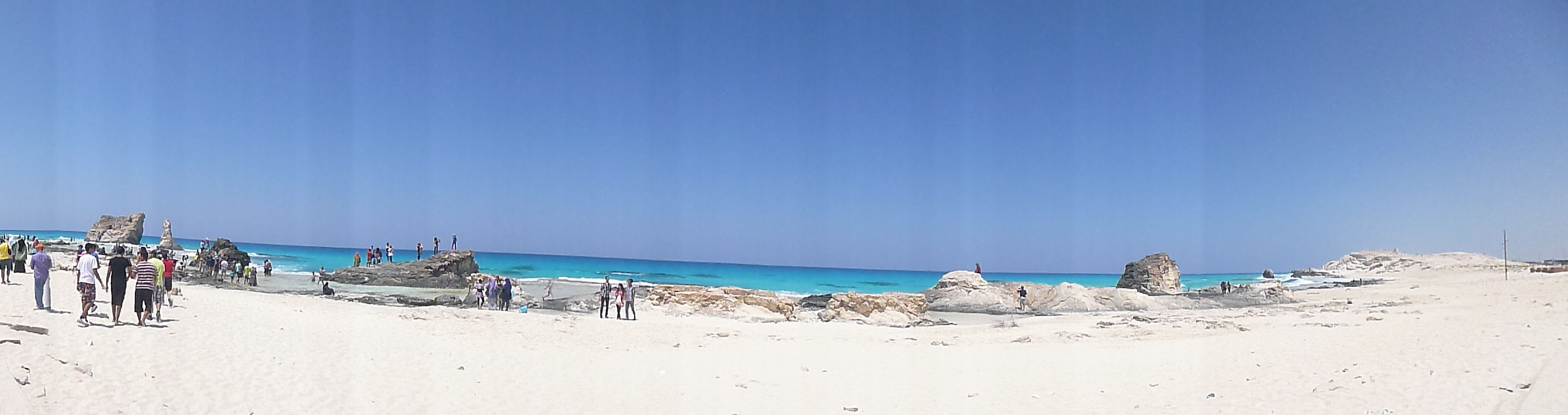
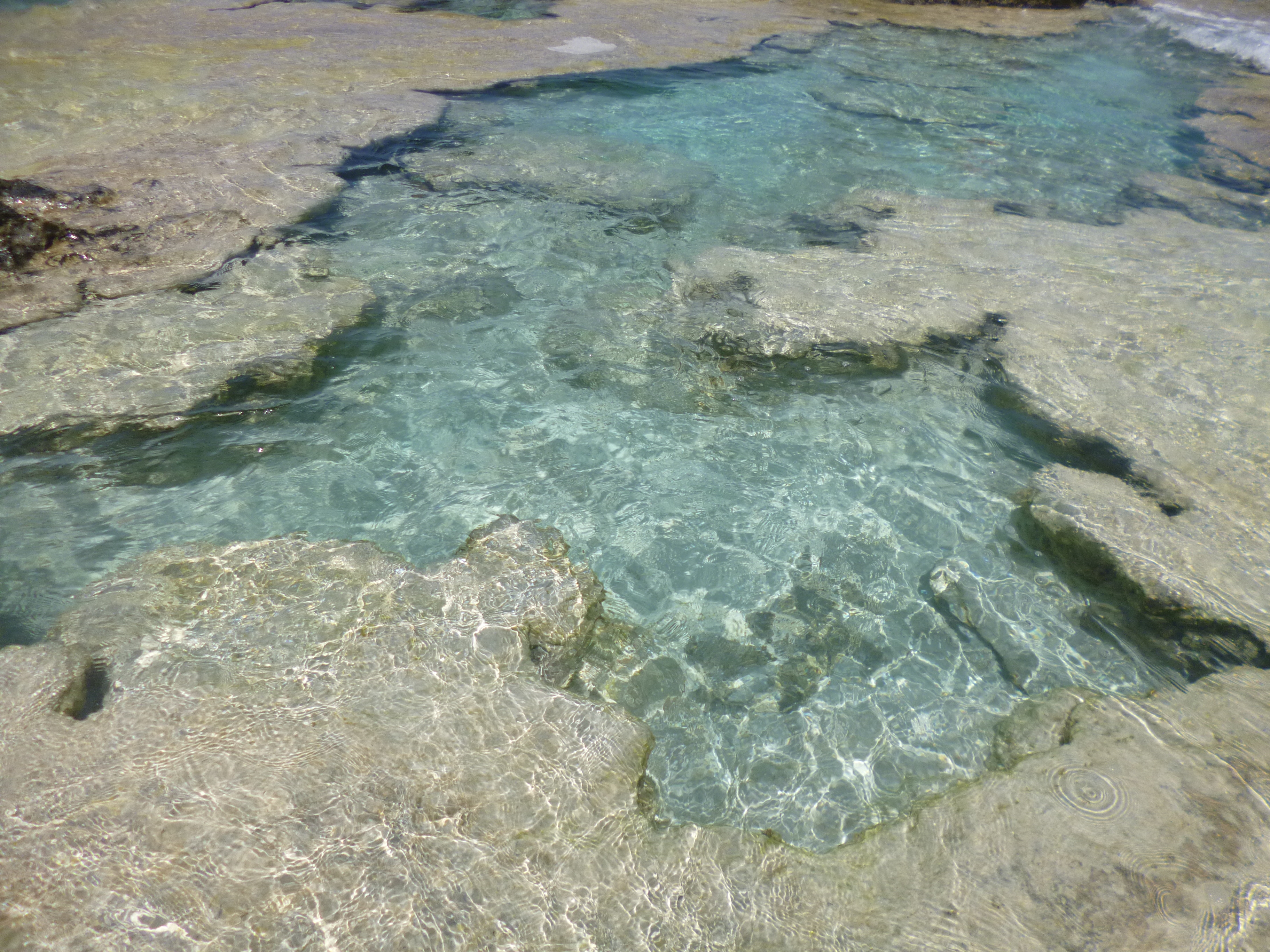
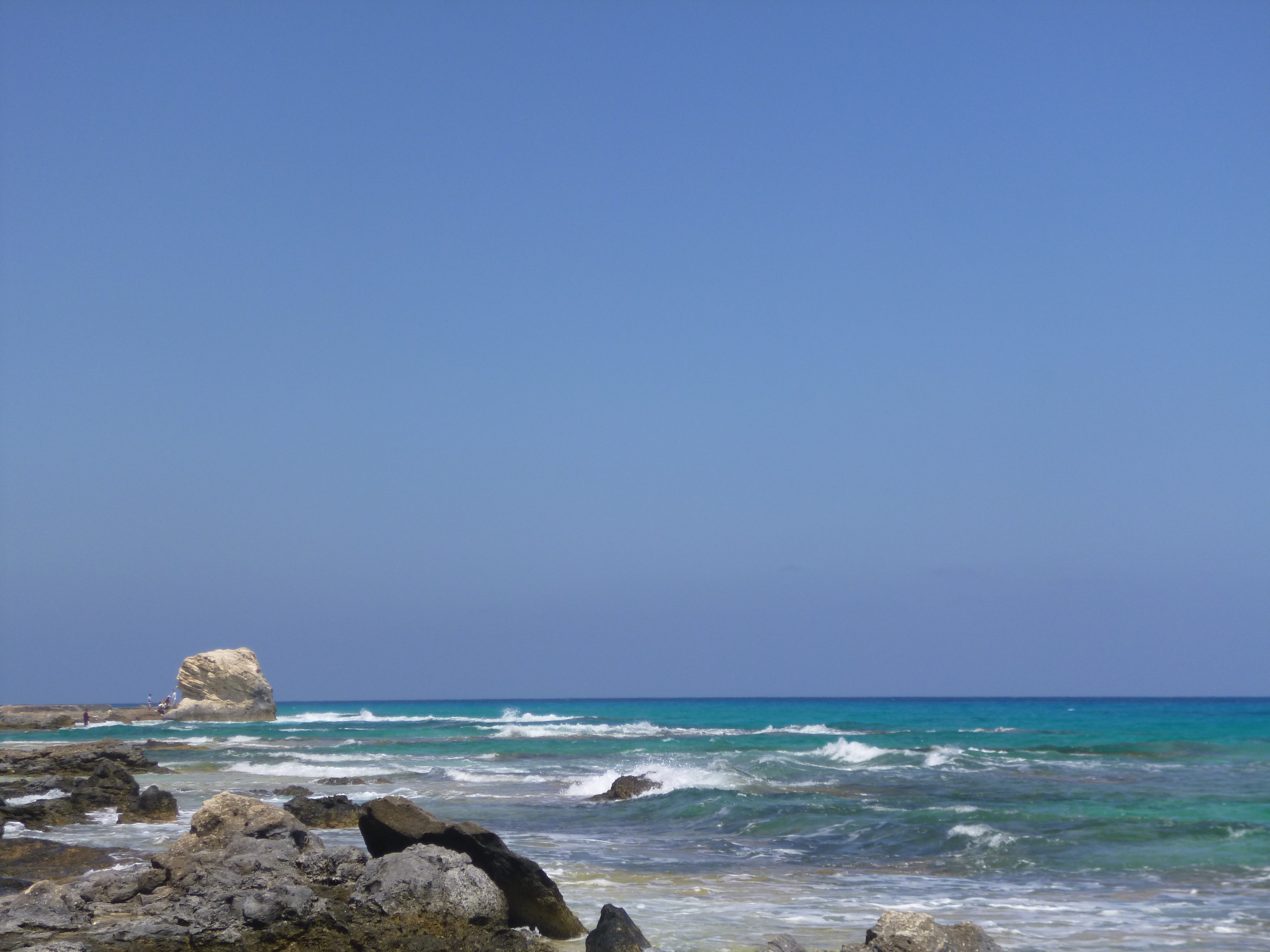
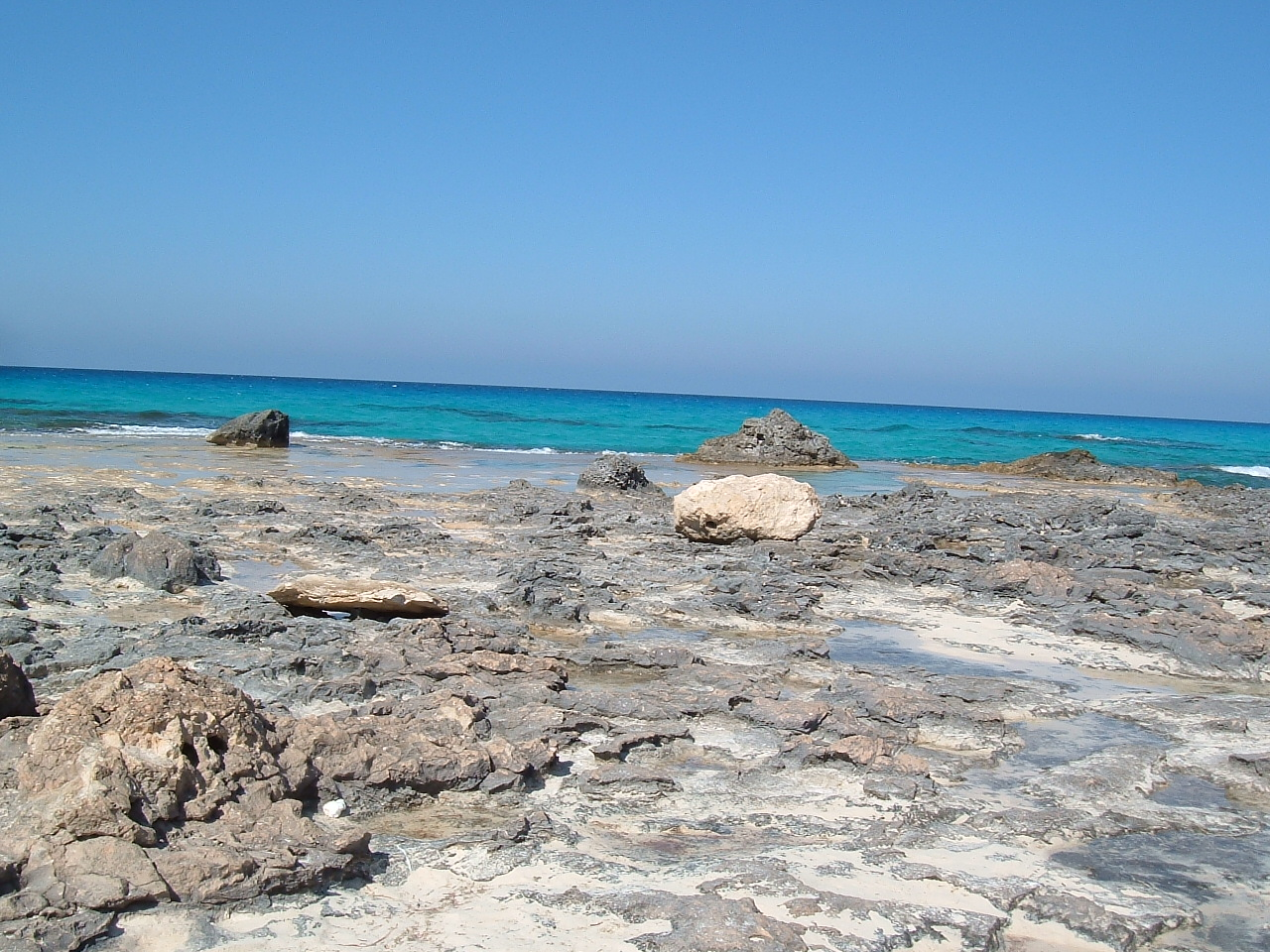
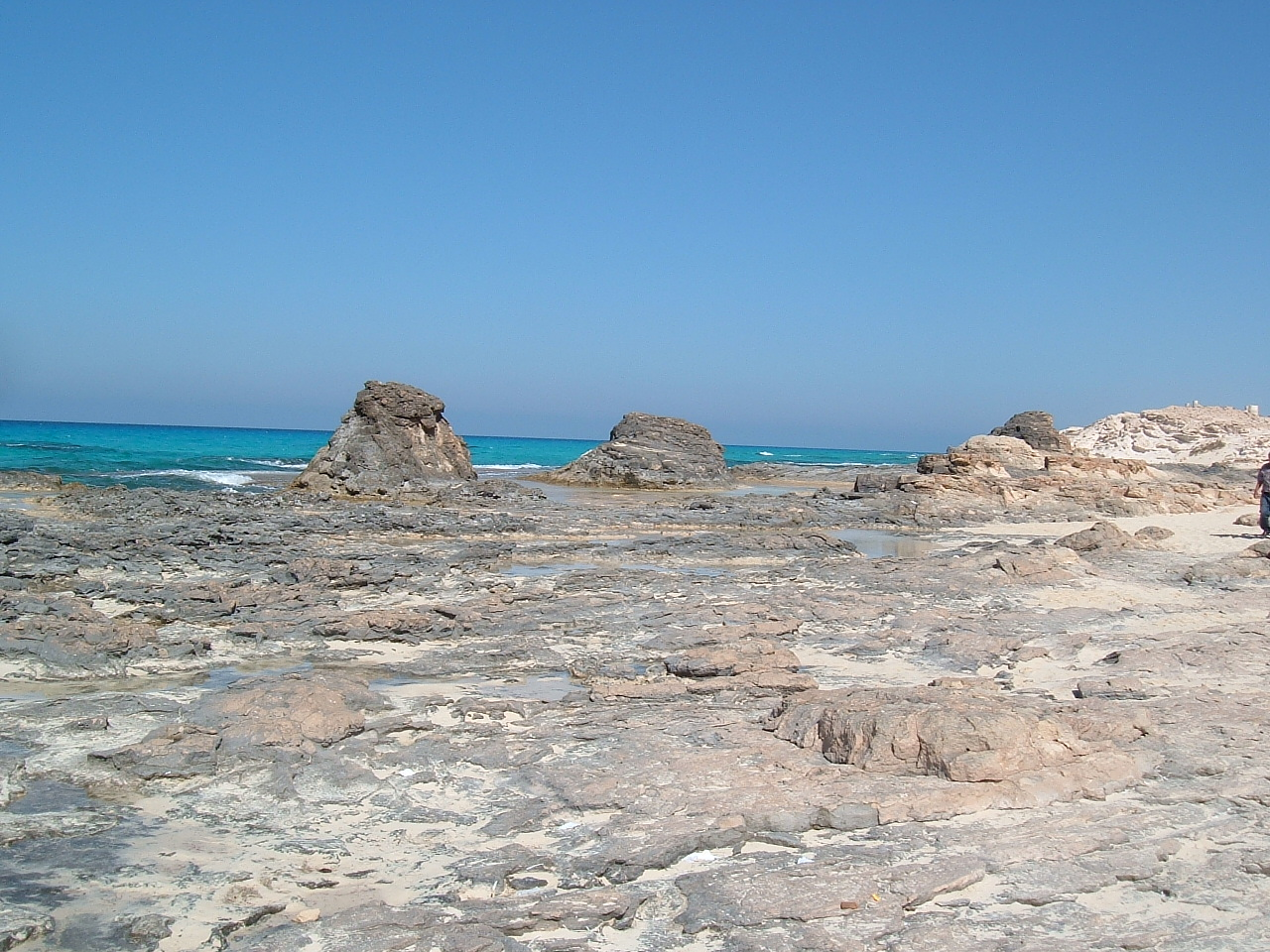
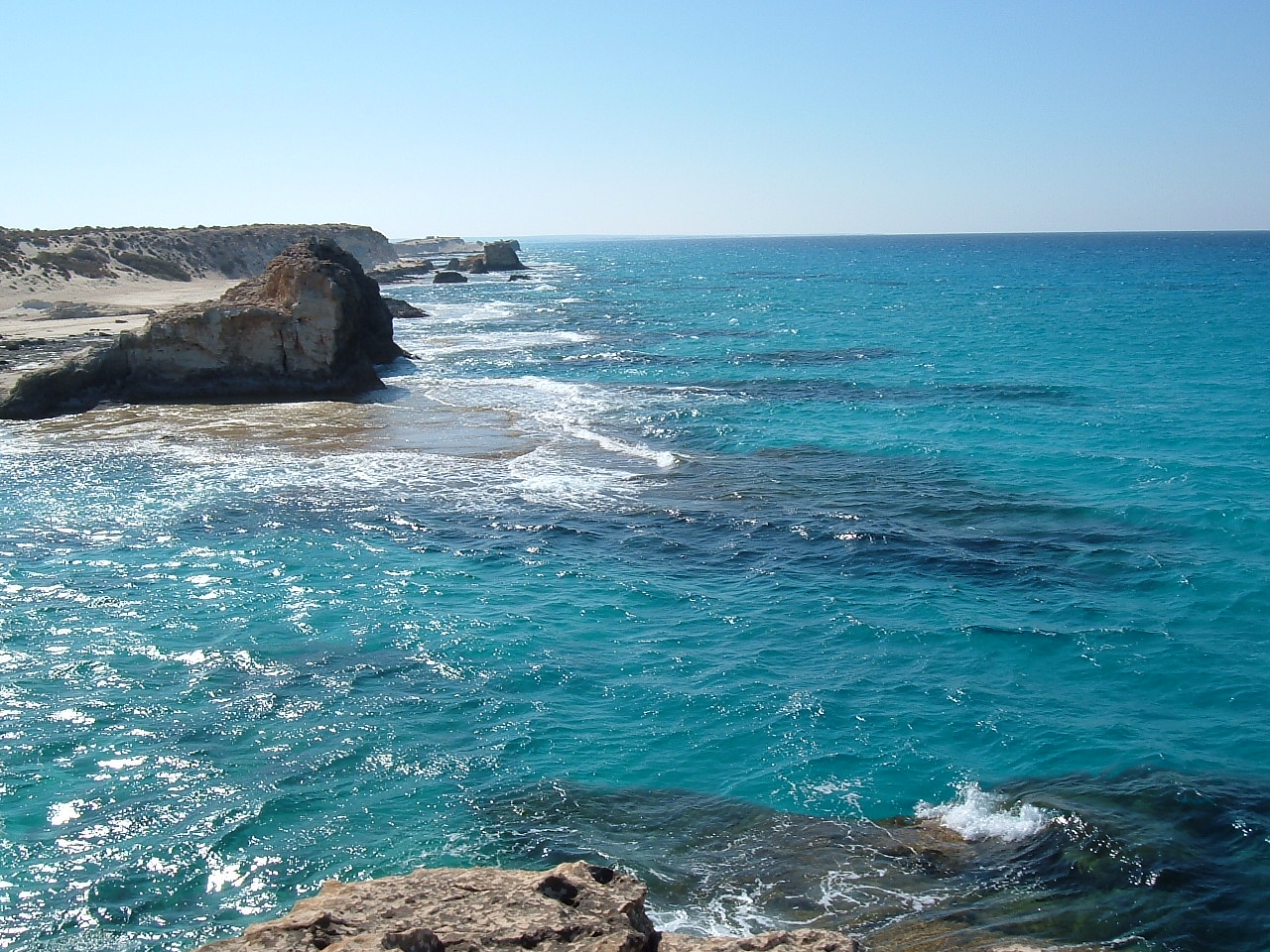
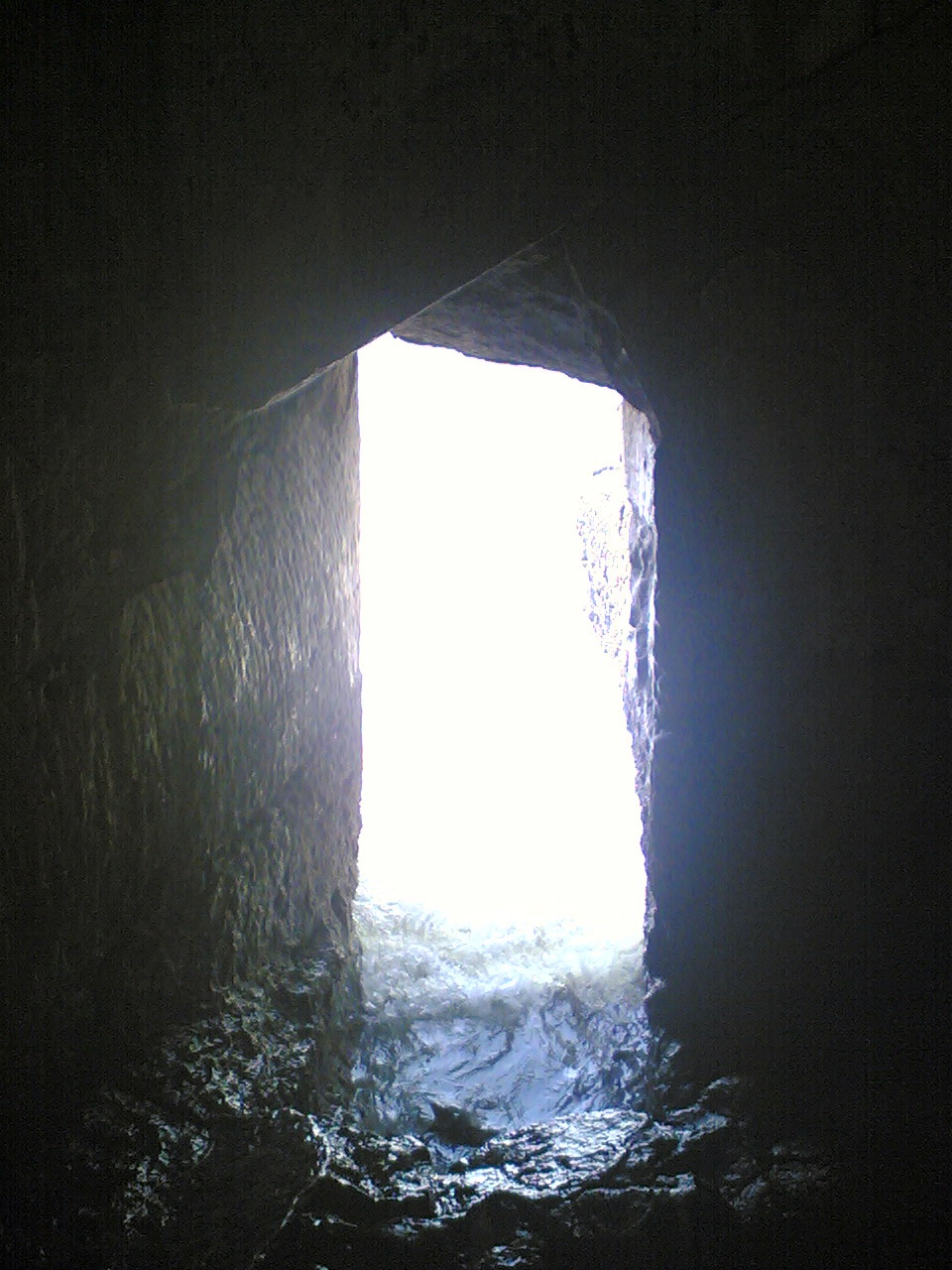
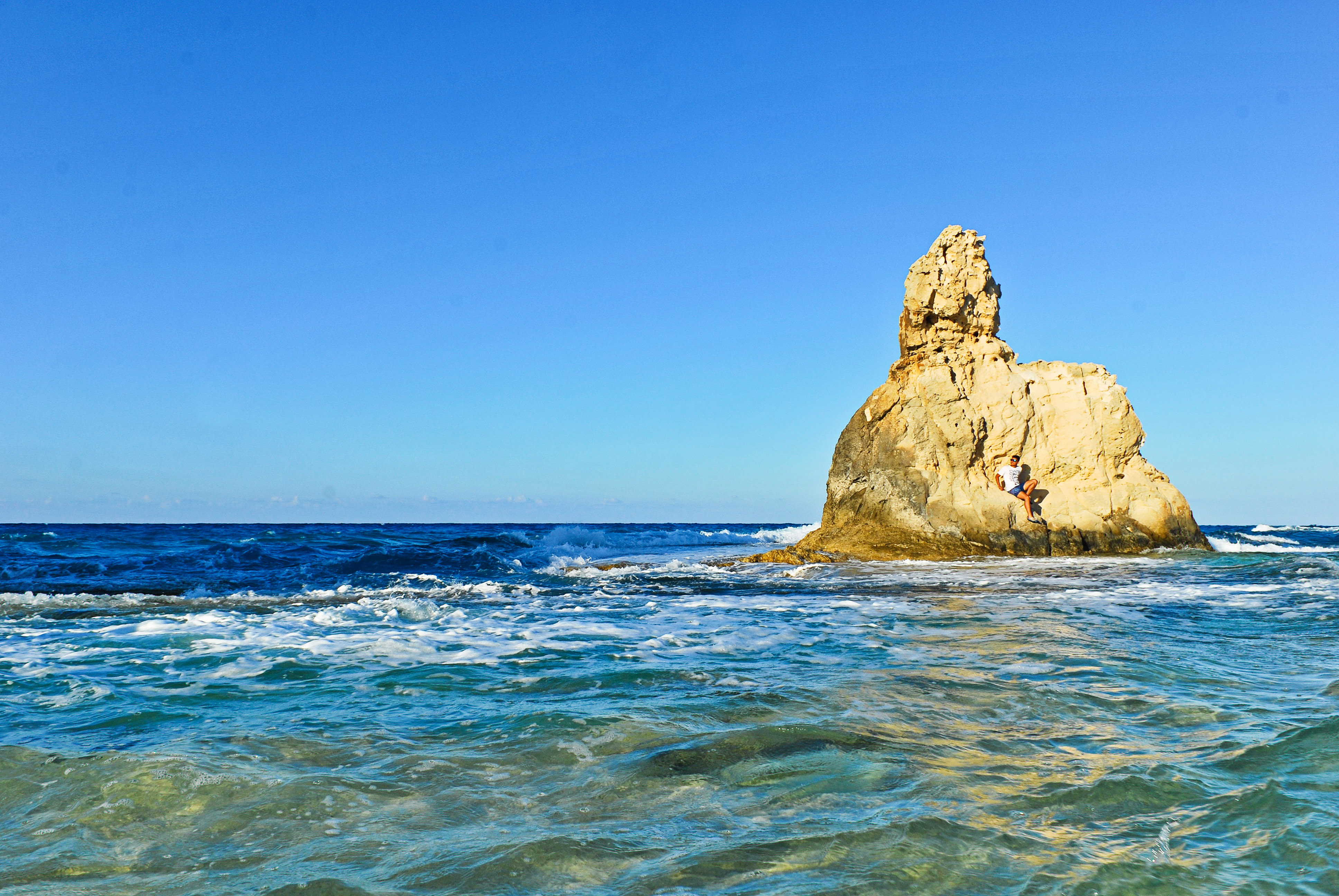
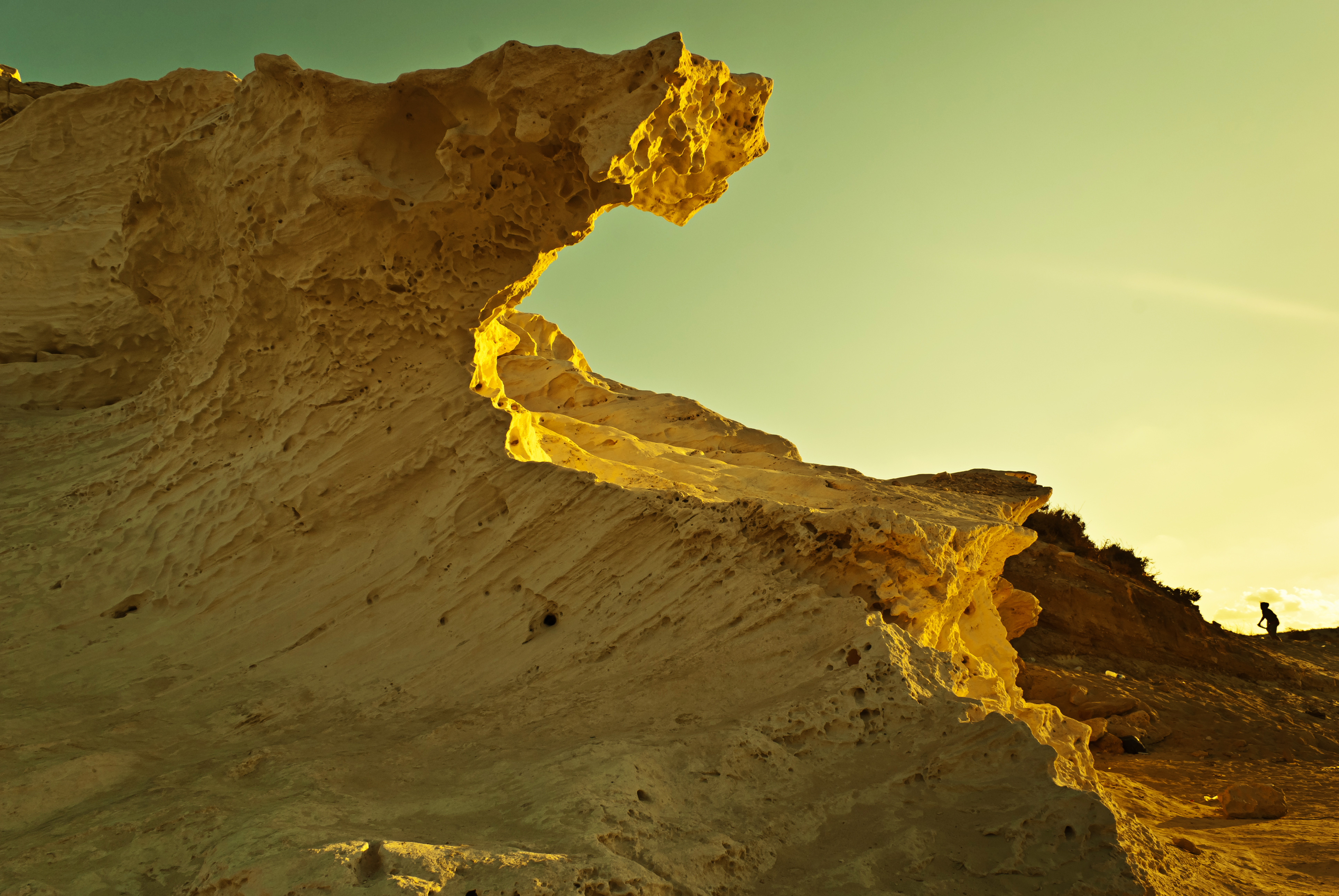
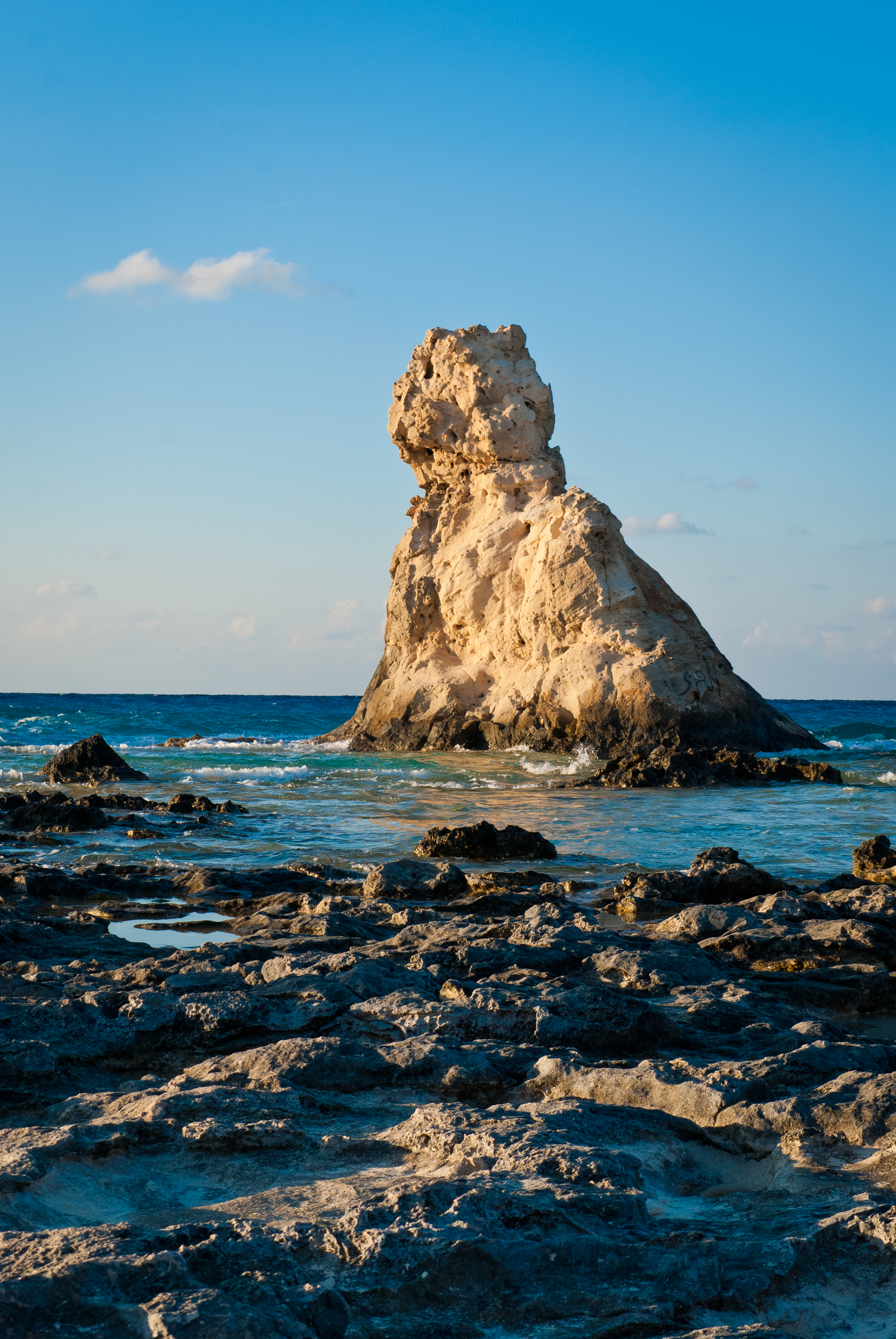
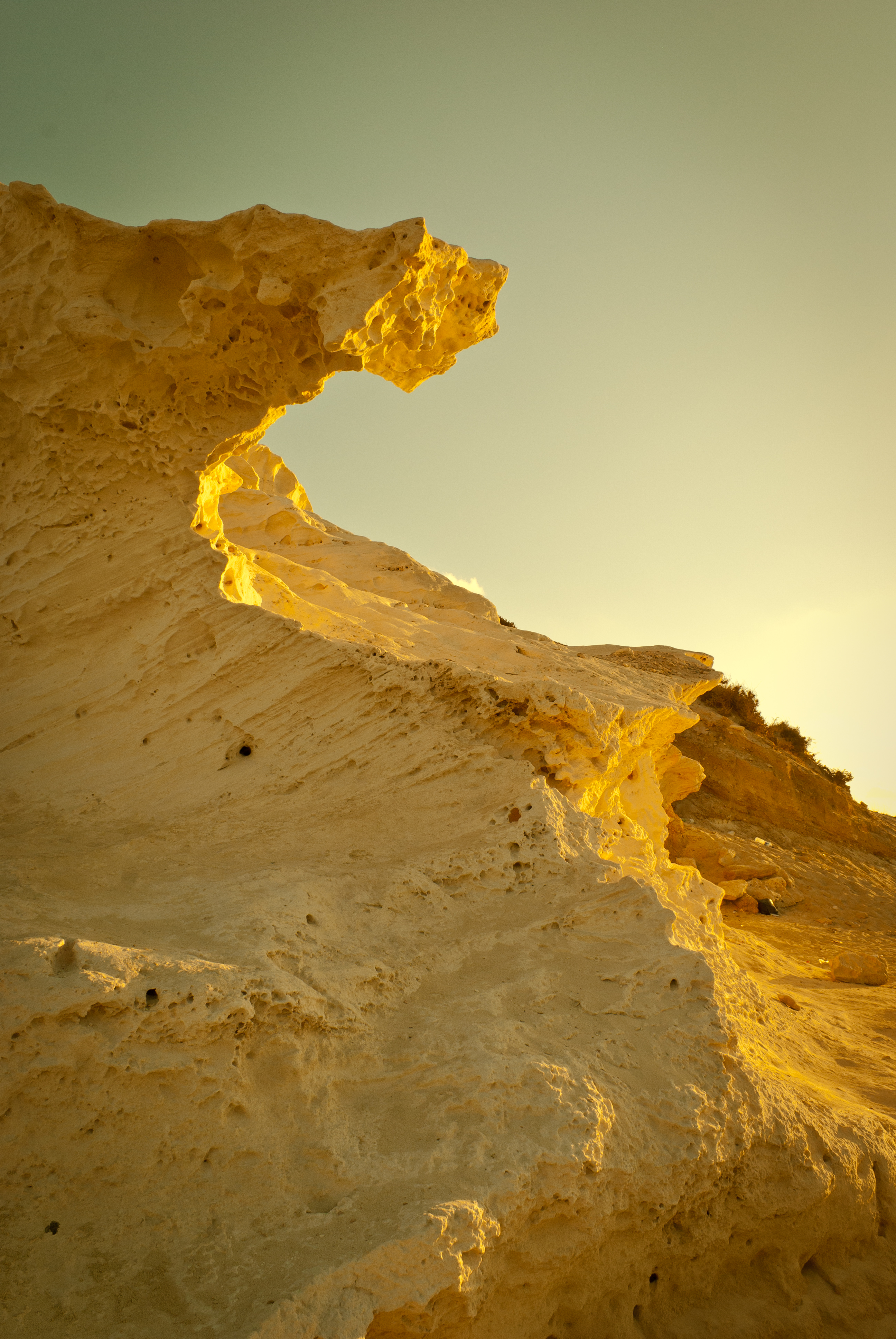
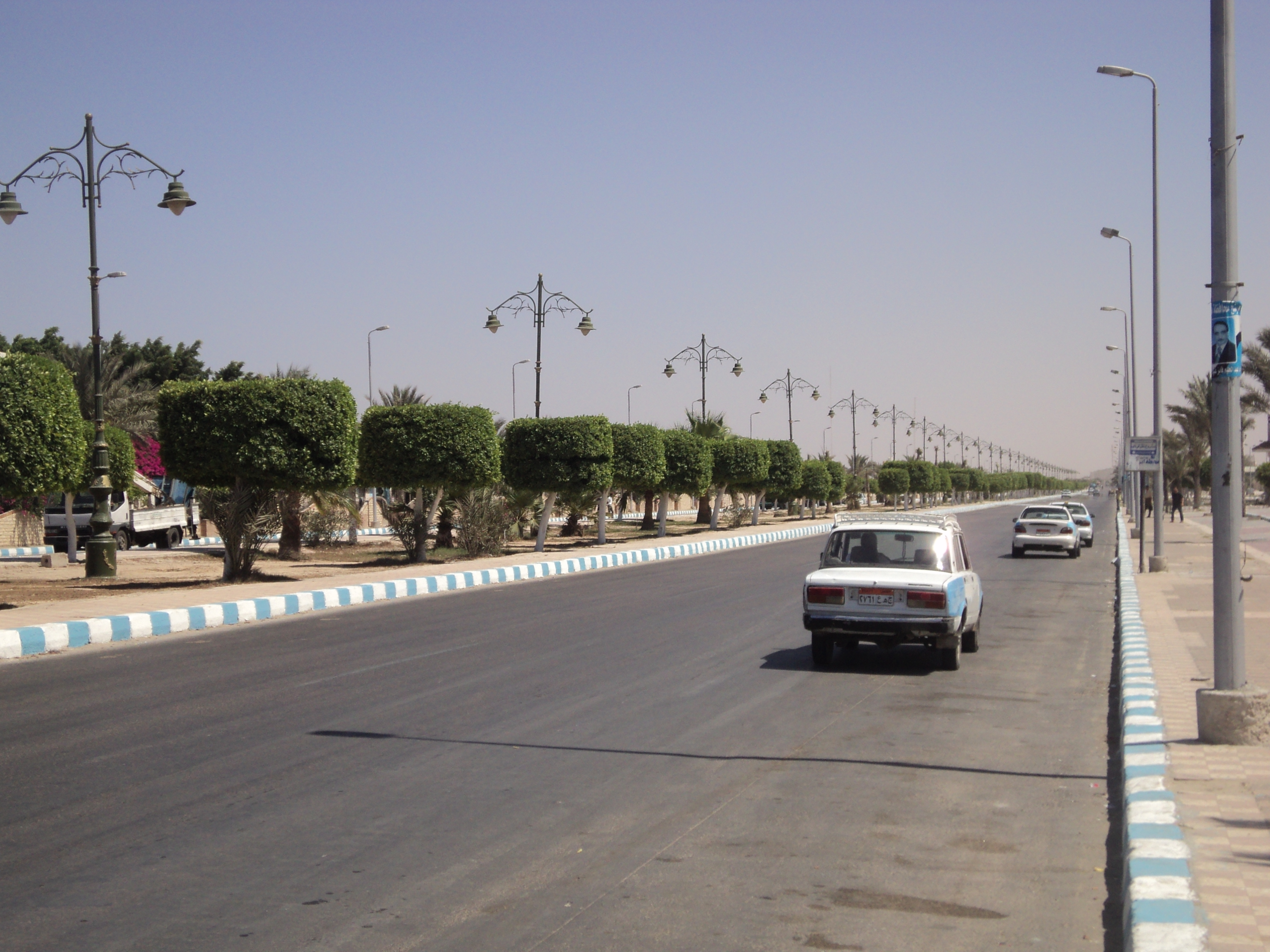
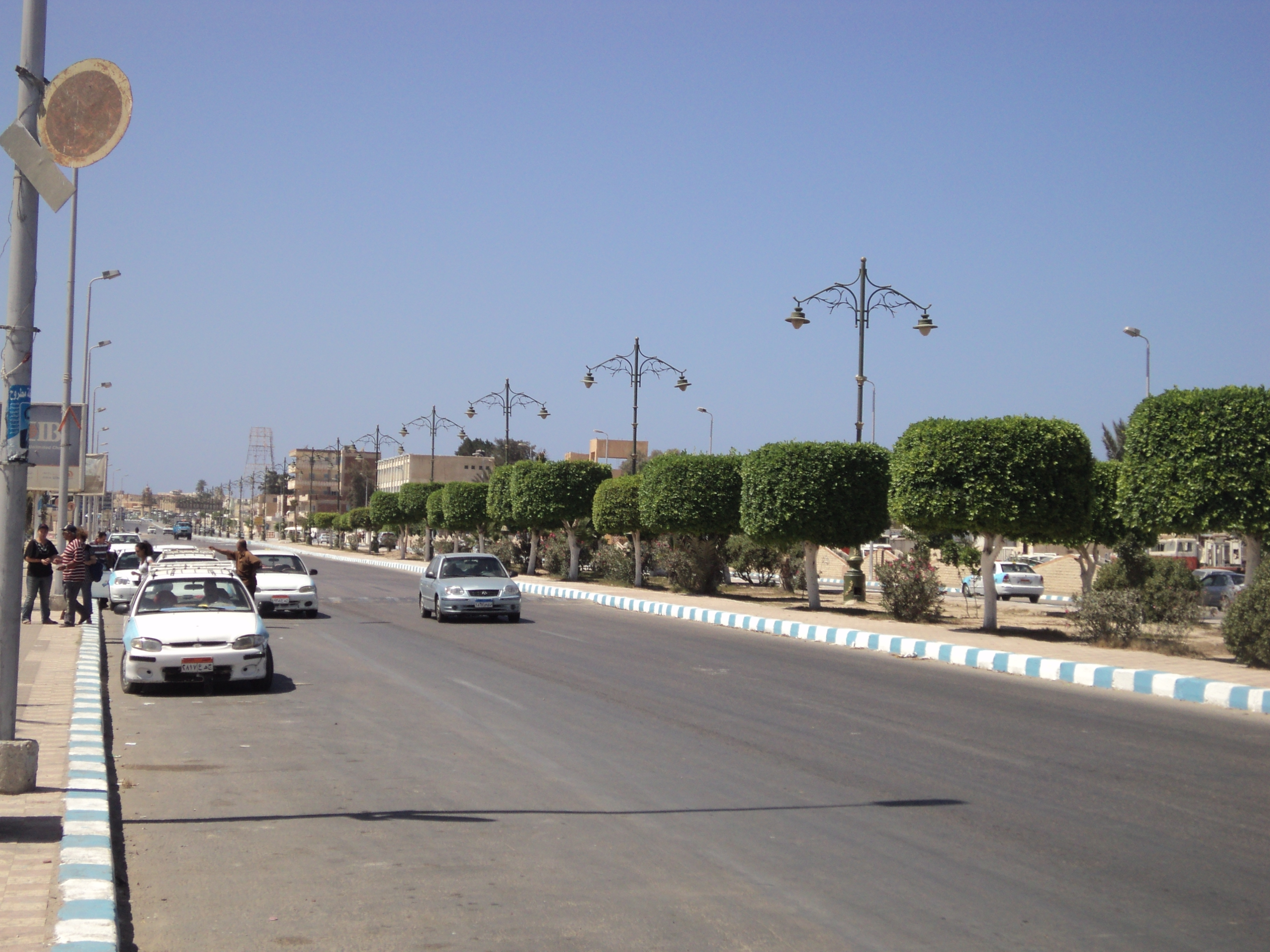
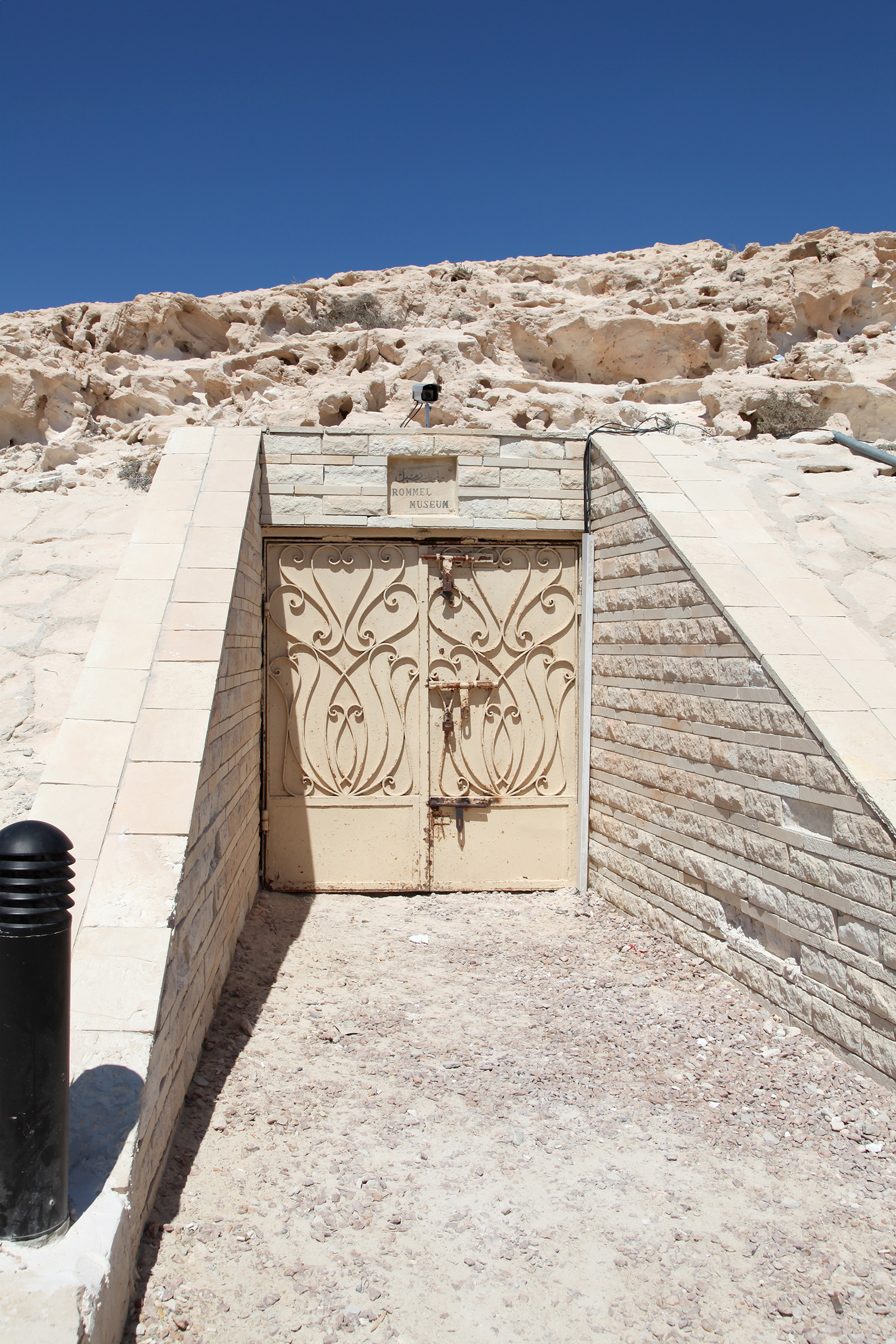
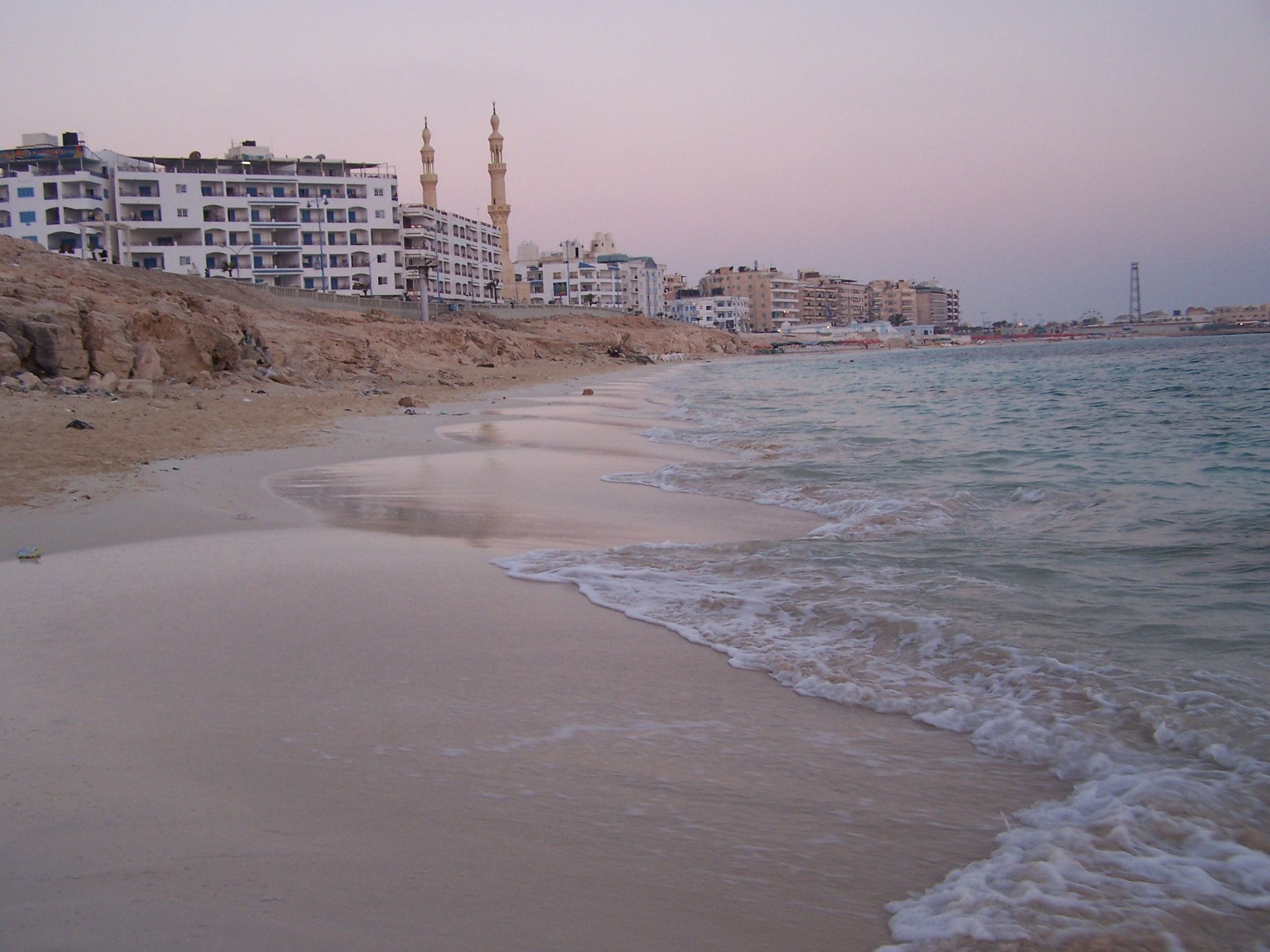
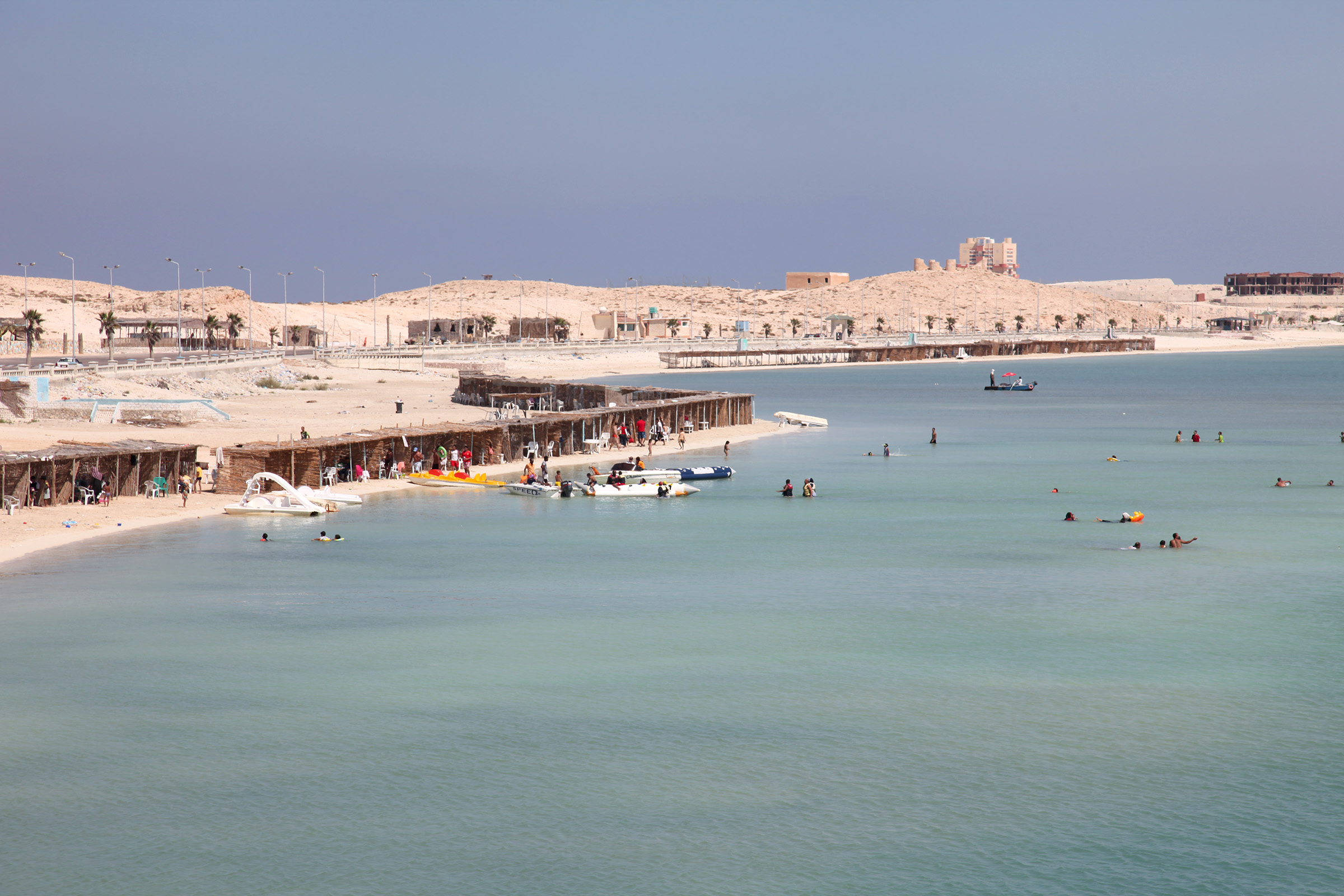
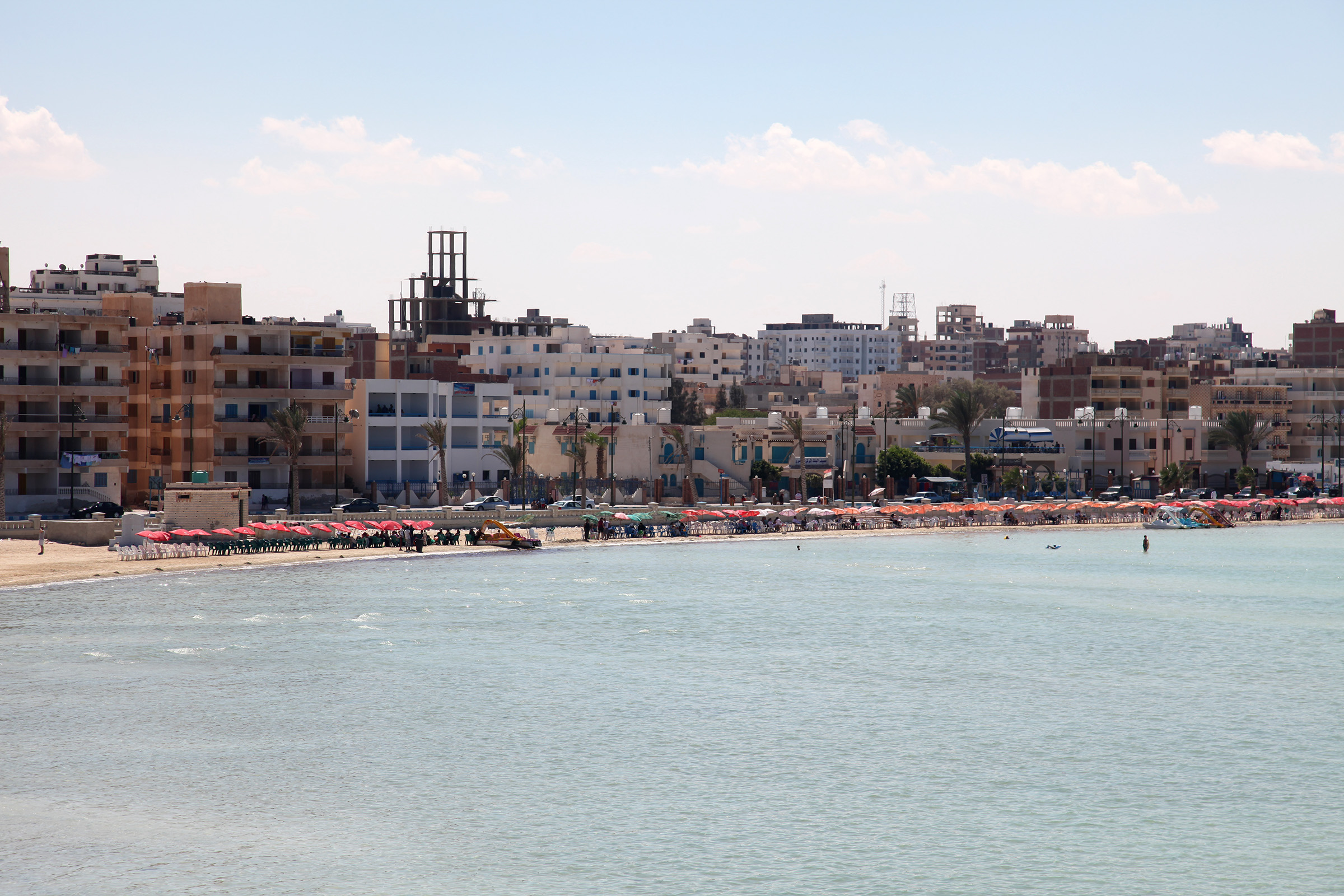
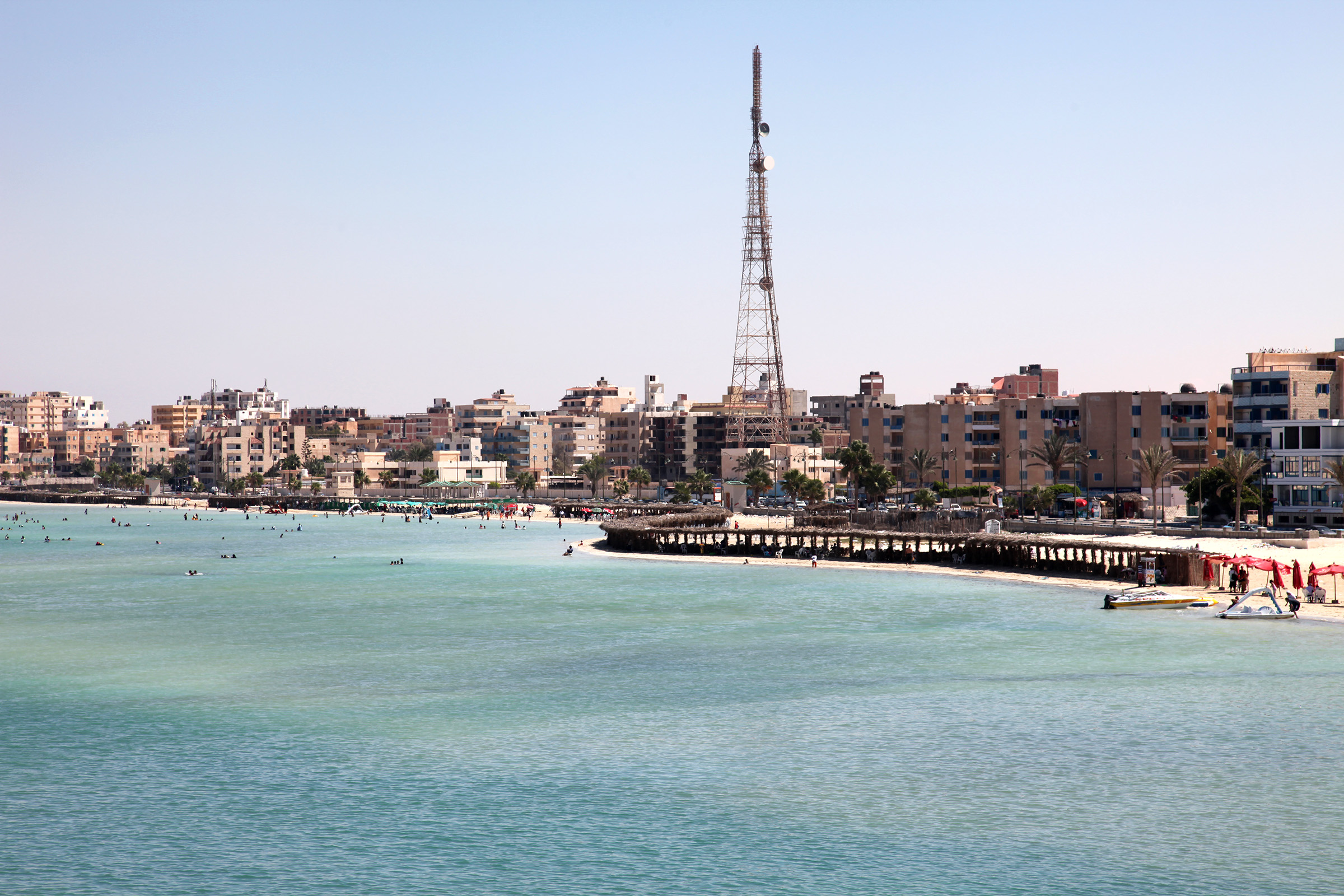
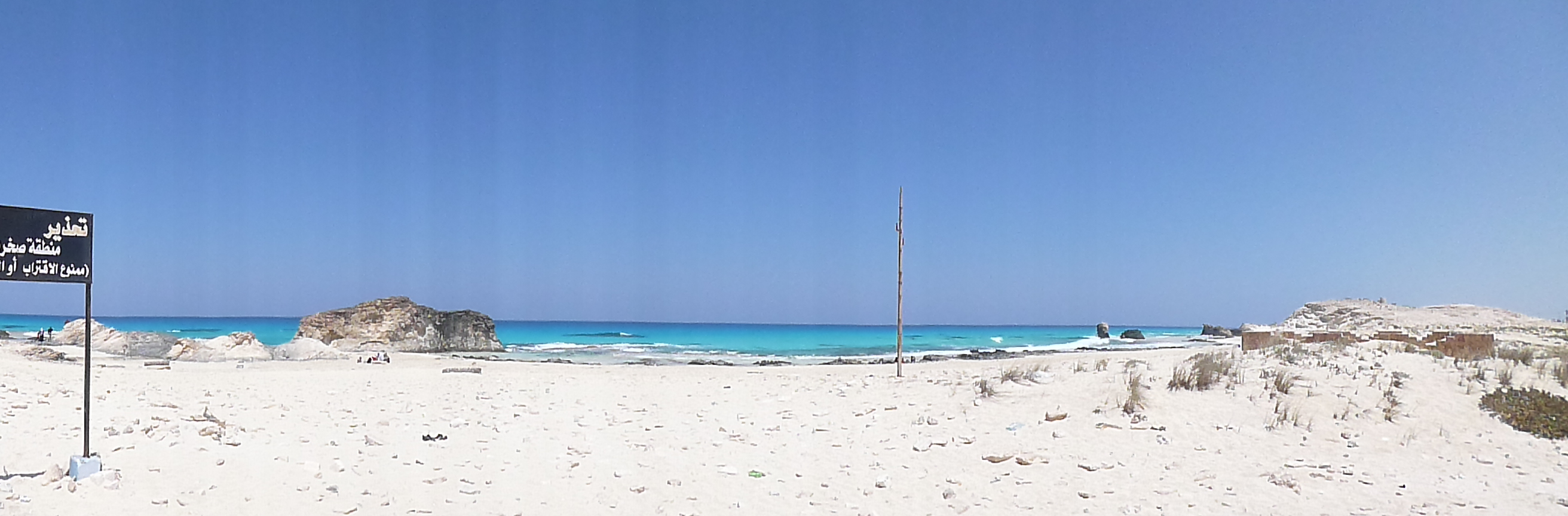
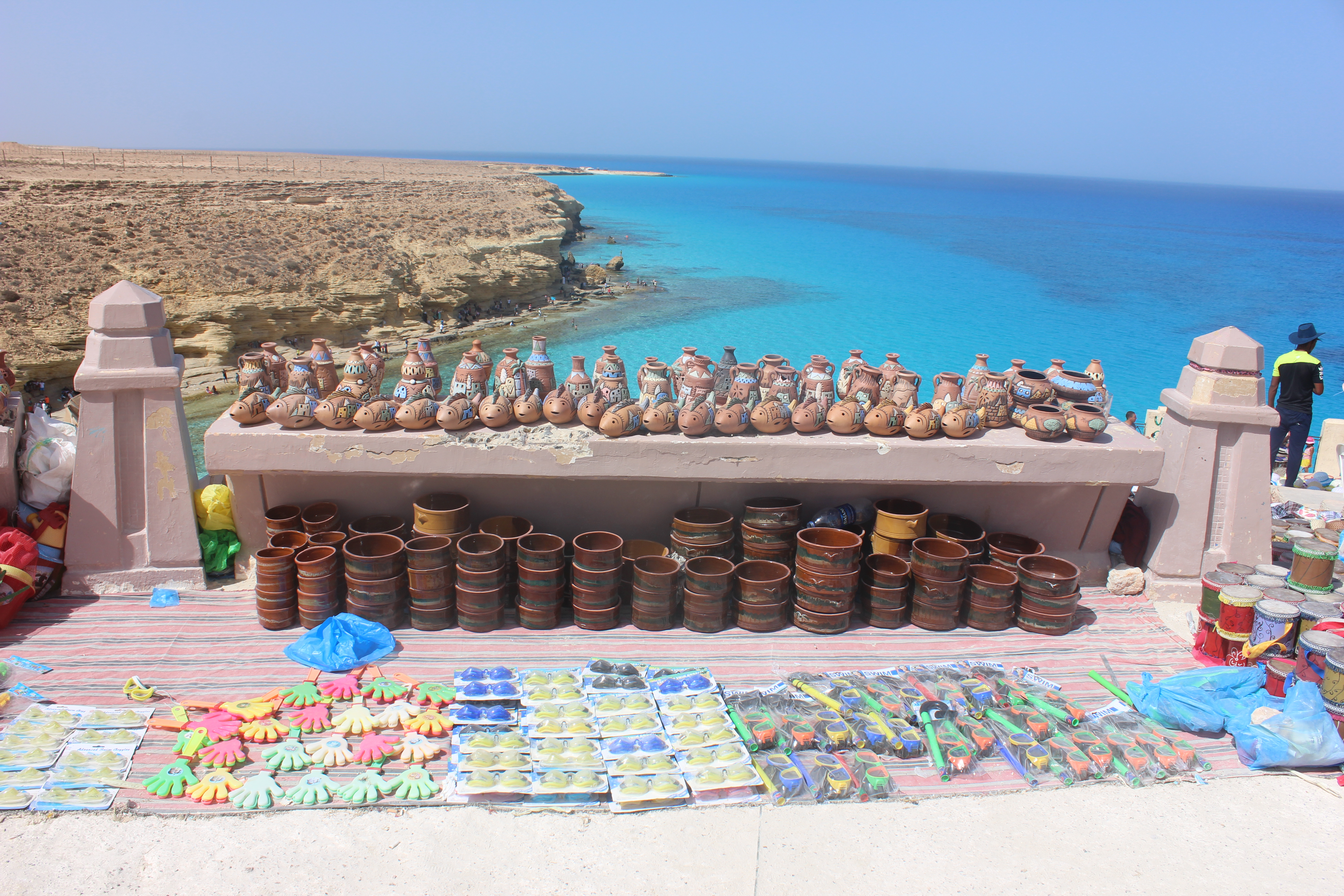